# Mutinerie du Bounty
Vous lisez un « bon article » labellisé en 2018.
Cet article concerne l'événement historique. Pour les œuvres de fiction dérivées, voir Les Révoltés du Bounty.

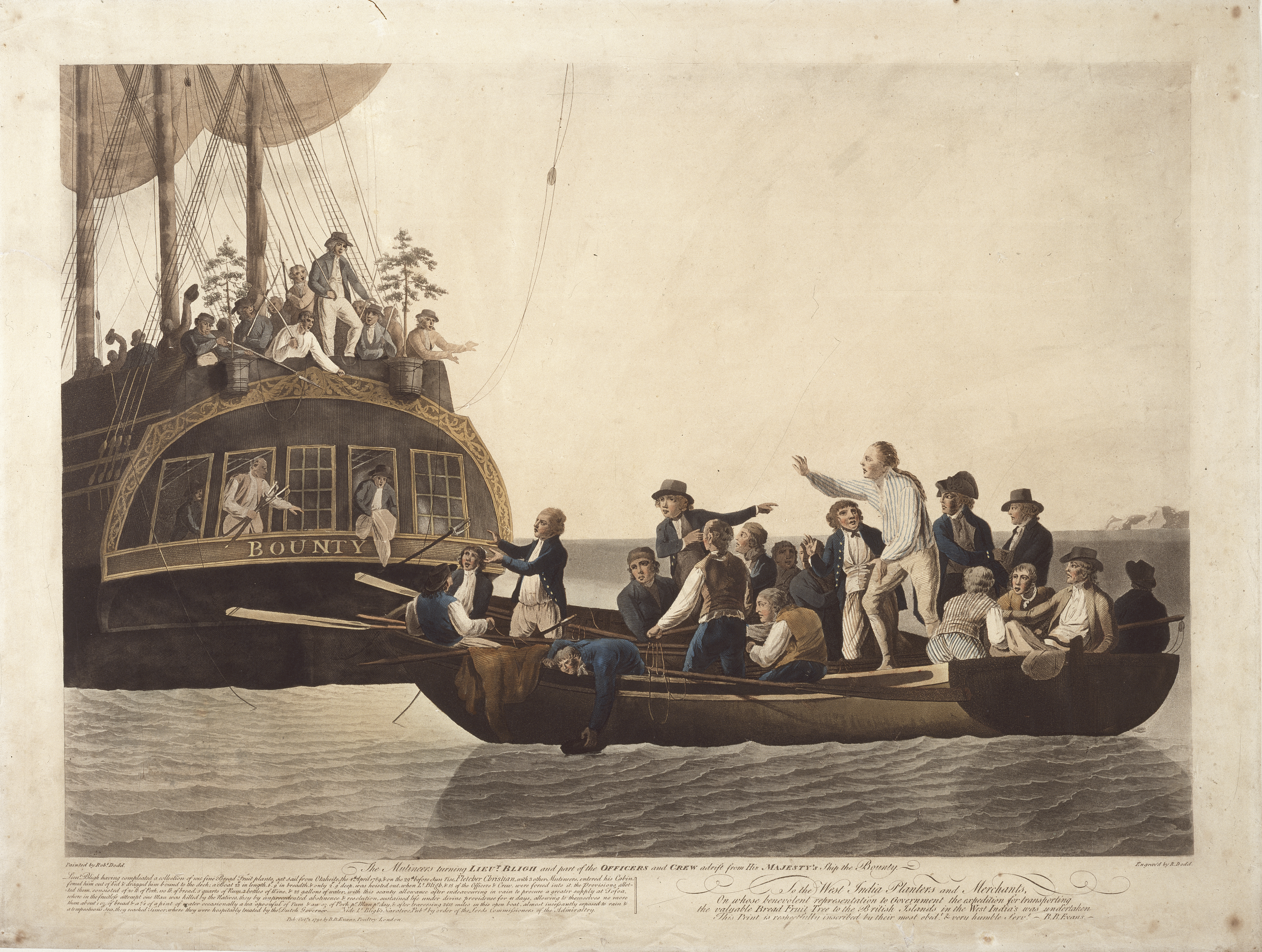
Fletcher Christian et les mutins abandonnent à la dérive le capitaine William Bligh et 18 marins qui lui étaient restés loyaux le 28 avril 1789 ; gravure de Robert Dodd (1790).

La mutinerie du Bounty eut lieu à bord du HMS Bounty, une frégate de la Royal Navy, le 28 avril 1789 dans le Pacifique Sud. Les marins mécontents, menés par le second capitaine Fletcher Christian, s'emparèrent du navire et abandonnèrent à la dérive sur une chaloupe le capitaine William Bligh et 18 marins qui lui étaient restés loyaux. Les mutins s'installèrent ensuite à Tahiti ou sur l'île Pitcairn, tandis que la chaloupe de Bligh réalisa une traversée de plus de 3 500 milles marins (6 500 km) jusqu'aux Indes orientales hollandaises.
Le Bounty avait quitté l'Angleterre en 1787 avec pour mission de collecter des plants d'arbre à pain à Tahiti puis de les transporter dans les Indes occidentales britanniques où ils serviraient de nourriture aux esclaves. Après une traversée de près d'un an, le navire arriva à Tahiti et y fit escale pendant cinq mois en attendant que les plants s'enracinent et soient à même de résister au voyage de retour. Les marins s'adonnèrent à une vie agréable et beaucoup nouèrent des liens avec les indigènes. Cette vie paradisiaque eut pour corollaire la dégradation des relations entre l'équipage, les officiers et le capitaine Bligh. Les marins manifestèrent leur hostilité quand celui-ci, s'efforçant de rétablir la discipline, se montra de plus en plus sévère. Malgré l'amitié initiale de Christian avec le capitaine Bligh, au fil de la navigation leurs relations se tendirent. Trois semaines après le départ de Tahiti, il fomenta une mutinerie à laquelle participèrent plus de la moitié des marins.
Après que Bligh eut rejoint l'Angleterre en avril 1790, l'Amirauté envoya le HMS Pandora dans le Pacifique pour capturer les mutins. Quatorze d'entre eux furent arrêtés à Tahiti et les dix survivants du naufrage de la frégate arrivèrent en Grande-Bretagne en juin 1792, pour y être jugés en cour martiale ; quatre furent acquittés, trois furent condamnés mais amnistiés et les trois derniers furent pendus. Les mutins et les Tahitiens menés par Christian qui s'étaient installés sur l'île de Pitcairn commencèrent rapidement à tomber malades et à s'entretuer. À la redécouverte de l'île en 1808, par l'équipage du navire américain Topaz, John Adams était le seul survivant des révoltés du Bounty, et le seul homme adulte de l'île, à la tête d'une communauté composée essentiellement de femmes et d'enfants ; Pitcairn reste encore habitée par les descendants des mutins et de leurs compagnes tahitiennes.
Le récit de la mutinerie du Bounty a fait l'objet de nombreuses œuvres de fiction tant littéraires que cinématographiques, même si les personnages de Bligh en tyran sadique et de Christian en victime tragique sont parfois éloignés de la réalité historique.

## Contexte

### LeBountyet sa mission
His Majesty's Armed Vessel (HMAV) Bounty ou HMS Bounty était à l'origine un charbonnier anglais appelé Bethia qui fut construit dans le chantier naval Blaydes de Kingston dans le Yorkshire en 1784 ; le navire fut renommé en mai 1787 après son acquisition par la Royal Navy pour la somme de 1 950 livres. Le vaisseau était un trois-mâts de 28 mètres de long pour une largeur de 7,6 mètres et un tonnage de 230 tonneaux. Son armement se composait de quatre canons de quatre livres sur affût et de dix pierriers d'une demi-livre sans compter les mousquets emportés par l'équipage. Étant donné qu'il était enregistré à l'Amirauté comme un cotre — le plus petit rang utilisé par la Royal Navy —, le Bounty était commandé par un lieutenant plutôt que par un capitaine et ce dernier était également le seul officier à bord. De plus, les cotres n'embarquaient pas l'habituel détachement de Royal Marines utilisés par les commandants pour se faire obéir.

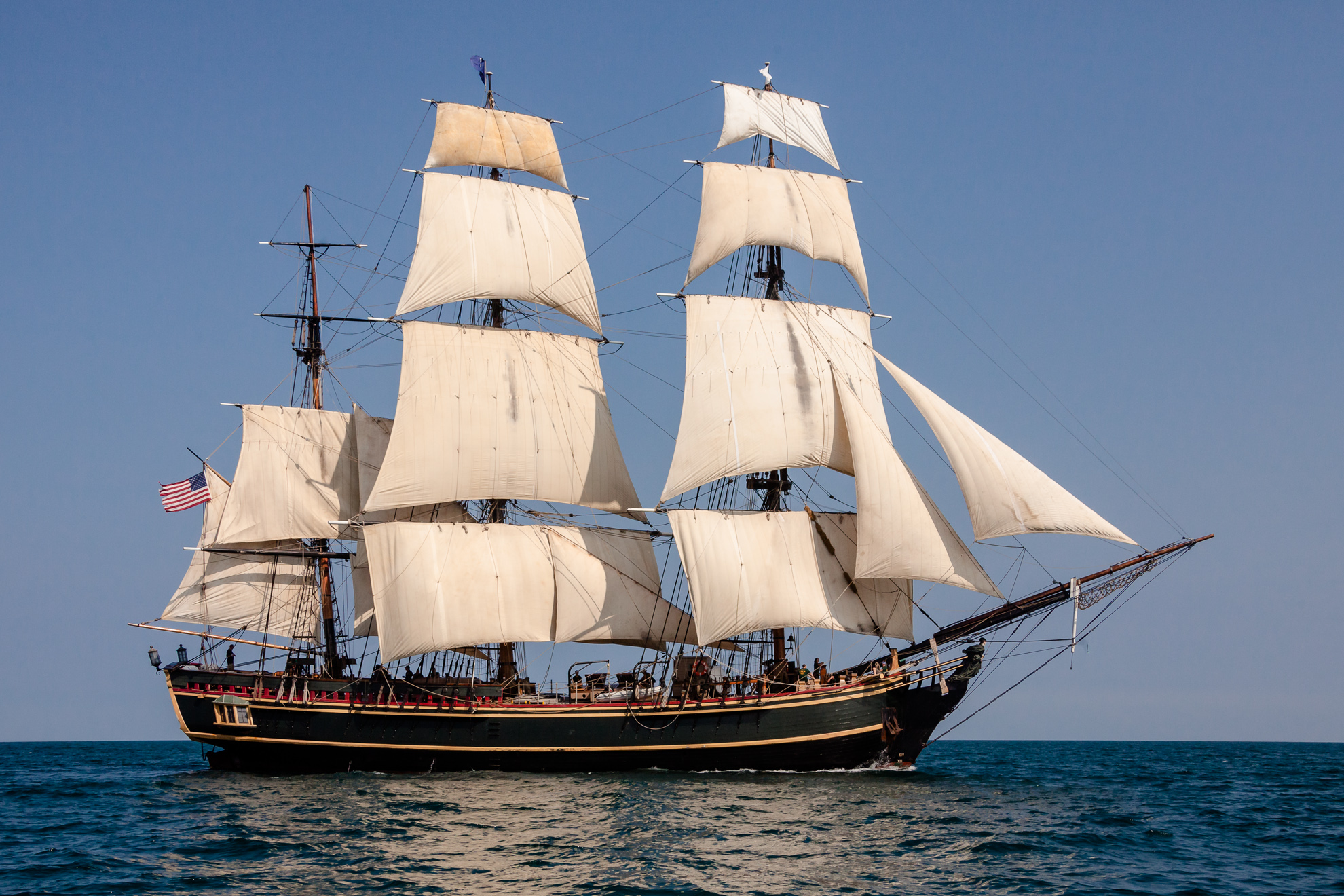
Réplique du Bounty réalisée en 1960 pour le film Les Révoltés du Bounty ; cette reconstruction a été agrandie de 23-40 % par rapport à l'originale.

Le nom de Bounty avait été acheté pour transporter des plants d'arbre à pain depuis l'île polynésienne de Tahiti dans le Pacifique jusqu'aux colonies britanniques dans les Indes occidentales. L'expédition était soutenue par la Royal Society et fut organisée par son président Joseph Banks afin de fournir une nourriture à bon marché aux esclaves. Pour cette mission, le Bounty fut modifié sous la supervision de Banks au chantier naval de Deptford sur la Tamise. La grande cabine formant habituellement les quartiers du capitaine fut transformée en une serre capable d'accueillir plus d'un millier de plants en pot. Cette réduction d'espace signifiait que l'équipage, les officiers mariniers et le commandant devraient supporter une grande promiscuité durant les longs mois de traversée. 

### Le lieutenant William Bligh

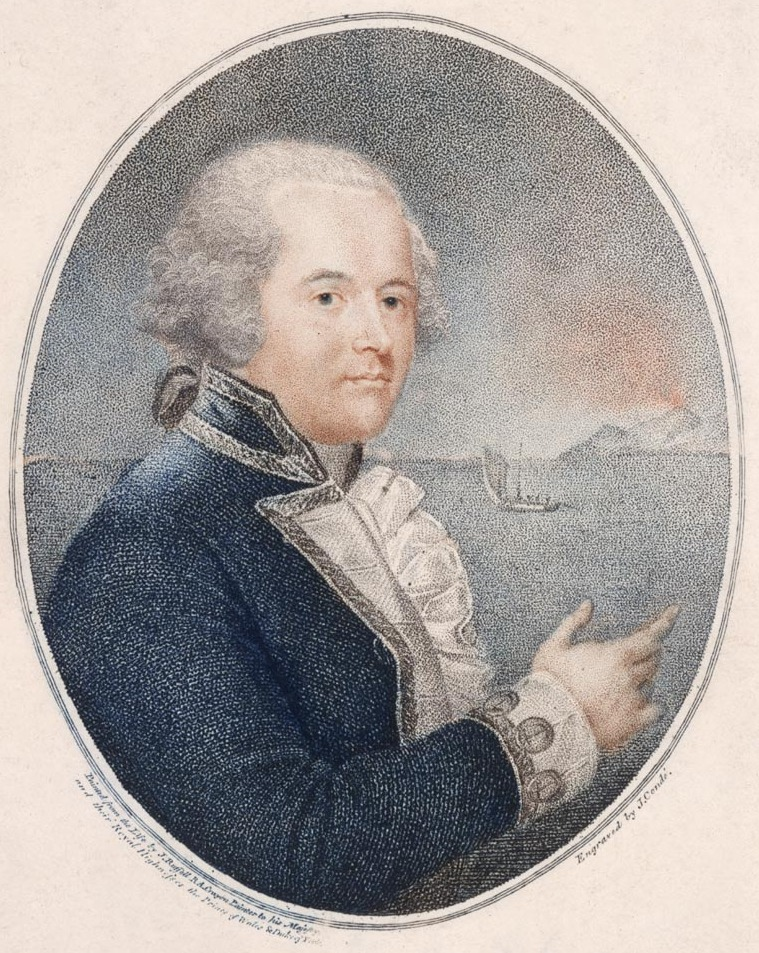
William Bligh, le capitaine du Bounty.

Avec l'approbation de Joseph Banks, le commandement du Bounty fut confié au lieutenant William Bligh. Ce dernier était né à Plymouth en 1754 dans une famille de marins, et il participa au troisième et dernier voyage de James Cook entre 1776 et 1780 comme maître navigateur du HMS Resolution ; cette nomination alors qu'il n'avait que 21 ans avait été un honneur considérable pour le jeune homme même s'il estima que sa contribution à l'expédition n'avait pas été appréciée à sa juste valeur. Avec la fin de la guerre d'indépendance américaine en 1783, la taille de la Royal Navy fut réduite et Bligh se retrouva à terre avec une demi-solde.
Après une période d'oisiveté, il travailla dans la marine marchande et en 1785, il devint capitaine du Britannia, un navire de commerce appartenant à l'oncle de son épouse, Duncan Campbell. Bligh accepta le 16 août 1787 la prestigieuse proposition de Banks même si la solde de 4 shillings par jour (soit 70 livres par an) était bien inférieure aux 500 livres annuelles qu'il gagnait en naviguant sur le Britannia. En raison du nombre limité d'officiers-mariniers à bord du Bounty, Bligh dut également assurer les missions de commissaire de bord, à savoir la gestion des finances,. Ses ordres étaient de rejoindre le Pacifique via le cap Horn, de récupérer les plants d'arbre à pain à Tahiti, de faire voile vers le détroit de Torrès puis de traverser les océans Indien et Atlantique jusqu'aux Indes occidentales. Le Bounty réaliserait ainsi une circumnavigation.

### L'équipage
L'équipage du Bounty était composé de 46 personnes dont 44 marins de la Royal Navy et deux botanistes civils. Les subordonnés directs de Bligh étaient des officiers mariniers nommés par le Navy Board et qui se trouvaient directement sous les ordres du maître navigateur John Fryer ; ces derniers étaient le maître d'équipage, le chirurgien, l'artilleur et le charpentier. Ensuite, aux côtés des deux seconds maîtres et des deux midshipmen (aspirants), se trouvaient plusieurs élèves-officiers ; s'ils apparaissaient comme de simples matelots sur la liste des marins, ils étaient logés comme les midshipmen et traités comme tels.
La plupart des marins furent choisis par Bligh ou lui furent recommandés par d'autres capitaines. L'artilleur William Peckover et l'armurier Joseph Coleman avaient participé au voyage de James Cook avec Bligh sur le Résolution et plusieurs autres avaient navigué avec lui sur le Britannia. Parmi eux, figurait Fletcher Christian, âgé de 23 ans, qui avait fait deux traversées jusqu'aux Indes occidentales ; les deux hommes avaient développé une bonne relation de travail et les enseignements de Bligh permirent à Christian de devenir un marin aguerri. Un des élèves officiers était Peter Heywood, âgé de seulement quinze ans, qui avait été recommandé par Richard Betham, un ami de sa famille qui était également le beau-père de Bligh,.
Les deux botanistes, ou « jardiniers », furent choisis par Joseph Banks : David Nelson avait participé au troisième voyage de Cook et avait appris des notions de tahitien tandis que son assistant, William Brown, était un ancien aspirant qui avait combattu contre la France. Banks obtint également que ses deux protégés Thomas Hayward et John Hallett soient admis à bord comme midshipmen. Dans l'ensemble, l'équipage du Bounty était relativement jeune et la majorité des marins avait moins de 30 ans. Au départ d'Angleterre, Bligh avait 33 ans et Fryer 34 ; les plus âgés étaient Peckover et Lawrence Lebogue avec respectivement 39 et 40 ans, tandis que les plus jeunes étaient Hallett et Heywood, tous deux âgés de 15 ans.
La répartition des espaces de vie sur le navire se faisait par grade. Bligh, dont une partie des appartements avaient été transformés en serre, disposait malgré tout d'une chambre avec une salle à manger à tribord. Fryer occupait une petite chambre du bord opposé. Les autres officiers-mariniers et le botaniste disposaient de chambres individuelles au pont inférieur tandis que les seconds-maîtres, les midshipmen et les élèves officiers, disposaient de couchettes dans une chambre située derrière la salle à manger du commandant appelée cockpit. Le reste des marins dormait dans des hamacs situés dans le gaillard d'avant, un poste équipage sans ouverture et non ventilée de 11 mètres de long par 6,7 de large et d'une hauteur de 1,7 mètre.
| Nom                              | Corps, grade et fonction                                                                             | Statut pendant la mutinerie | Après la mutinerie      | Destin                                        |
| -------------------------------- | --- | --------------------------- | ----------------------- | --------------------------------------------- |
| William Bligh                    | Officier : commandant du navire                                                                      | —                           | Chaloupe de Bligh       | Retour en Angleterre                          |
| John Fryer                       | Officier-marinier, maître, maître navigateur (Sailing Master)                                        | Loyal                       | Chaloupe de Bligh       | Retour en Angleterre                          |
| William Cole                     | Officier-marinier : maître d'équipage (Boatswain)                                                    | Loyal                       | Chaloupe de Bligh       | Retour en Angleterre                          |
| William Peckover                 | Officier-marinier : artilleur (Gunner)                                                               | Loyal                       | Chaloupe de Bligh       | Retour en Angleterre                          |
| William Purcell                  | Officier-marinier : charpentier (Carpenter)                                                          | Loyal                       | Chaloupe de Bligh       | Retour en Angleterre                          |
| Thomas Huggan                    | Officier-marinier : chirurgien (Ship's surgeon)                                                      | —                           | —                       | Mort à Tahiti avant la mutinerie              |
| Fletcher Christian               | Officier-marinier, second-maître adjoint au maître navigateur second capitaine à partir de mars 1788 | Mutin                       | Installation à Pitcairn | Tué à Pitcairn en 1793                        |
| William Elphinstone              | Officier-marinier, second-maître adjoint au maître navigateur                                        | Loyal                       | Chaloupe de Bligh       | Mort à Batavia en 1789                        |
| Thomas Ledward                   | Assistant du chirurgien (Surgeon's mate)                                                             | Loyal                       | Chaloupe de Bligh       | Mort durant le retour en Angleterre vers 1789 |
| John Hallett                     | Aspirant, Midshipman                                                                                 | Loyal                       | Chaloupe de Bligh       | Retour en Angleterre                          |
| Thomas Hayward                   | Aspirant, Midshipman                                                                                 | Loyal                       | Chaloupe de Bligh       | Retour en Angleterre                          |
| Peter Heywood                    | Élève-officier (Honorary midshipman)                                                                 | Mutin                       | Installation à Tahiti   | Capturé, condamné et amnistié                 |
| George Stewart                   | Élève-officier (Honorary midshipman)                                                                 | Mutin                       | Installation à Tahiti   | Capturé, disparu avec le Pandora              |
| Robert Tinkler                   | Élève-officier (Honorary midshipman)                                                                 | Loyal                       | Chaloupe de Bligh       | Retour en Angleterre                          |
| Edward « Ned » Young             | Élève-officier (Honorary midshipman)                                                                 | Mutin                       | Installation à Pitcairn | Mort à Pitcairn en 1800                       |
| Peter Linkletter                 | Quartier-maître (Quartermaster)                                                                      | Loyal                       | Chaloupe de Bligh       | Mort à Batavia en 1789                        |
| John Norton                      | Quartier-maître (Quartermaster)                                                                      | Loyal                       | Chaloupe de Bligh       | Tué par des indigènes à Tofua                 |
| George Simpson                   | Second quartier-maître (Quartermaster's Mate)                                                        | Loyal                       | Chaloupe de Bligh       | Retour en Angleterre                          |
| James Morrison                   | Second maître d'équipage (Boatswain's Mate)                                                          | Mutin                       | Installation à Tahiti   | Capturé, condamné et amnistié                 |
| John Mills                       | Second artilleur (Gunner's Mate)                                                                     | Mutin                       | Installation à Pitcairn | Tué à Pitcairn en 1793                        |
| Charles Norman                   | Second charpentier (Carpenter's Mate)                                                                | Loyal (prisonnier)          | Installation à Tahiti   | Capturé, jugé et acquitté                     |
| Thomas McIntosh                  | Second charpentier (Carpenter's Mate)                                                                | Loyal (prisonnier)          | Installation à Tahiti   | Capturé, jugé et acquitté                     |
| Lawrence Lebogue                 | Voilier (Sailmaker)                                                                                  | Loyal                       | Chaloupe de Bligh       | Retour en Angleterre                          |
| Charles Churchill                | Capitaine d'armes (Master-at-arms)                                                                   | Mutin                       | Installation à Tahiti   | Tué à Tahiti vers 1790                        |
| Joseph Coleman                   | Armurier (Armourer)                                                                                  | Loyal (prisonnier)          | Installation à Tahiti   | Capturé, jugé et acquitté                     |
| John Samuel                      | Commis aux écritures (Captain's clerk)                                                               | Loyal                       | Chaloupe de Bligh       | Retour en Angleterre                          |
| John Smith                       | Assistant du commandant (Captain's servant)                                                          | Loyal                       | Chaloupe de Bligh       | Retour en Angleterre                          |
| Henry Hillbrant                  | Tonnelier                                                                                            | Mutin                       | Installation à Tahiti   | Capturé, disparu avec le Pandora              |
| Thomas Hall                      | Cuisinier                                                                                            | Loyal                       | Chaloupe de Bligh       | Mort à Batavia en 1789                        |
| Robert Lamb                      | Boucher                                                                                              | Loyal                       | Chaloupe de Bligh       | Mort à Batavia en 1789                        |
| William Muspratt                 | Second cuisinier                                                                                     | Mutin                       | Installation à Tahiti   | Capturé, condamné et amnistié                 |
| Thomas Burkett                   | Matelot breveté (Able Seaman)                                                                        | Mutin                       | Installation à Tahiti   | Capturé, condamné et exécuté                  |
| Michael Byrne (ou « Byrn »)      | Matelot breveté et musicien                                                                          | Loyal (prisonnier)          | Installation à Tahiti   | Capturé, jugé et acquitté                     |
| Thomas Ellison                   | Matelot breveté (Able Seaman)                                                                        | Mutin                       | Installation à Tahiti   | Capturé, condamné et exécuté                  |
| William McCoy (ou « McKoy »)     | Matelot breveté (Able Seaman)                                                                        | Mutin                       | Installation à Pitcairn | Mort à Pitcairn vers 1796                     |
| Isaac Martin                     | Matelot breveté (Able Seaman)                                                                        | Mutin                       | Installation à Pitcairn | Tué à Pitcairn en 1793                        |
| John Millward                    | Matelot breveté (Able Seaman)                                                                        | Mutin                       | Installation à Tahiti   | Capturé, condamné et exécuté                  |
| Matthew Quintal                  | Matelot breveté (Able Seaman)                                                                        | Mutin                       | Installation à Pitcairn | Tué à Pitcairn en 1797                        |
| Richard Skinner                  | Matelot breveté (Able Seaman)                                                                        | Mutin                       | Installation à Tahiti   | Capturé, disparu avec le Pandora              |
| John Adams (« Alexander Smith ») | Matelot breveté (Able Seaman)                                                                        | Mutin                       | Installation à Pitcairn | Mort à Pitcairn en 1829                       |
| John Sumner                      | Matelot breveté (Able Seaman)                                                                        | Mutin                       | Installation à Tahiti   | Capturé, disparu avec le Pandora              |
| Matthew Thompson                 | Matelot breveté (Able Seaman)                                                                        | Mutin                       | Installation à Tahiti   | Tué à Tahiti vers 1790                        |
| James Valentine                  | Matelot breveté (Able Seaman)                                                                        | —                           | —                       | Mort en mer avant la mutinerie                |
| John Williams                    | Matelot breveté (Able Seaman)                                                                        | Mutin                       | Installation à Pitcairn | Tué à Pitcairn en 1793                        |
| David Nelson                     | Botaniste                                                                                            | Loyal                       | Chaloupe de Bligh       | Mort à Coupang en 1789                        |
| William Brown                    | Botaniste assistant                                                                                  | Mutin                       | Installation à Pitcairn | Tué à Pitcairn en 1793                        |

## Expédition

### Atlantique
Le 15 octobre 1787, Le Bounty quitta Deptford pour Spithead dans la Manche où il devait recevoir ses dernières consignes de navigation,, mais le mauvais temps fit que le navire n'arriva à destination que le 4 novembre. William Bligh désirait partir au plus vite pour pouvoir atteindre le cap Horn avant la fin du bref été austral, mais sa mission n'était pas une priorité pour l'Amirauté qui ne lui transmit ses ordres que trois semaines plus tard. Quand le Bounty appareilla le 28 novembre, les vents contraires l'empêchèrent de quitter Spithead avant le 23 décembre 1787,. Doutant de pouvoir passer le cap Horn à cette période, Bligh reçut l'autorisation de l'Amirauté de rallier Tahiti via le cap de Bonne-Espérance si cela s'avérait nécessaire.
Alors que la routine de haute-mer s'installait à bord du Bounty, Bligh reprit la stricte discipline qu'avait imposée James Cook lors de ses voyages. Selon l'historien Sam McKinney, Bligh fit appliquer ces règles « avec un zèle fanatique, fulminant et pinaillant sur la propreté du navire et sur la nourriture servie à l'équipage ». Il remplaça le traditionnel système de veille de la Royal Navy, deux équipes (« bordées ») faisant quatre « quarts » (soit quatre heures de service suivies de quatre heures de repos) par un système à trois bordées faisant trois quarts (huit heures de repos succédant à huit heures de travail), persuadé qu'un repos non interrompu contribuait à la bonne santé de l'équipage. Pour l'entraînement et l'exercice des marins, il introduisit des séances régulières de musique et de danse. Dans ses lettres à Duncan Campbell et Joseph Banks, Bligh rapporta qu'il était pleinement satisfait de son équipage ; il n'avait pas eu à administrer de punitions, s'agissant d'« hommes et officiers dociles et bien disposés et [il était] satisfait de la contenance de chacun ». À ce moment du voyage, le seul point négatif selon le capitaine était la conduite du chirurgien, Thomas Huggan, qui se révéla être un ivrogne indolent et sale.
Dès le début du voyage, Bligh avait établi d'étroites relations avec Fletcher Christian et lui accorda un statut sous-entendant que ce dernier était, plutôt que John Fryer, son second,. Le 2 mars, Bligh formalisa cette position en donnant à Christian le rang de lieutenant suppléant (Acting Lieutenant),. Bien que Fryer n'ait pas ouvertement exprimé de ressentiment au sujet de l'avancement de son subalterne, ses relations avec Bligh se détériorèrent considérablement à partir de ce moment. Une semaine après cette promotion, Bligh, sur l'instance de Fryer, condamna Matthew Quintal à 12 coups de fouet pour « insolence et comportement mutin, ».
Le 2 avril, alors que le Bounty approchait du cap Horn, un violent grain marqua le début d'une succession ininterrompue de tempêtes qui, selon Bligh, « dépassait tout ce qu['il] avai[t] auparavant rencontré… avec de sévères bourrasques de grêle et de grésil ». Les vents repoussèrent le navire vers le nord et le 3 avril, ce dernier était revenu à l'endroit où il se trouvait une semaine plus tôt. Bligh tenta à plusieurs reprises d'atteindre le cap Horn mais le 17 avril, il fut contraint d'annoncer à son équipage épuisé que la mer était la plus forte et qu'il avait l'intention de rallier le cap de Bonne-Espérance « à la grande joie de chaque personne à bord ».

### Du Cap au Pacifique
Le 24 mai 1788, le Bounty jeta l'ancre à False Bay juste à l'est de la péninsule du Cap et y resta cinq semaines pour être réparé et réapprovisionné. Les lettres envoyées par Bligh en Angleterre soulignaient la forme et la santé de son équipage par rapport à celui des autres vaisseaux et il exprima son espoir qu'il serait récompensé pour cela. À un moment du voyage, Bligh prêta de l'argent à Christian et l'historien Greg Dening suggère que cela aurait pu ternir leur relation ; dans son étude du voyage, Caroline Alexander décrit le prêt comme « une grande marque d'amitié » mais ajoute que Bligh s'assurerait que Christian ne l'oublierait pas.
Après avoir quitté False Bay le 1er juillet, le Bounty traversa le sud de l'océan Indien jusqu'à sa prochaine escale, la baie de l'Aventure sur l'île de Tasmanie en Australie. Le navire passa à proximité de l'île Saint-Paul, un îlot isolé et inhabité où se trouvait une source d'eau douce mais le capitaine décida de ne pas s'arrêter. Le temps froid et gris ressemblait à celui rencontré près du cap Horn et il était difficile de déterminer la position du navire. Bligh était néanmoins un marin expérimenté et le 19 août, il aperçut l’île Mewstone (en) à l'extrémité sud de la Tasmanie et deux jours plus tard, le Bounty arriva dans la baie de l'Aventure.

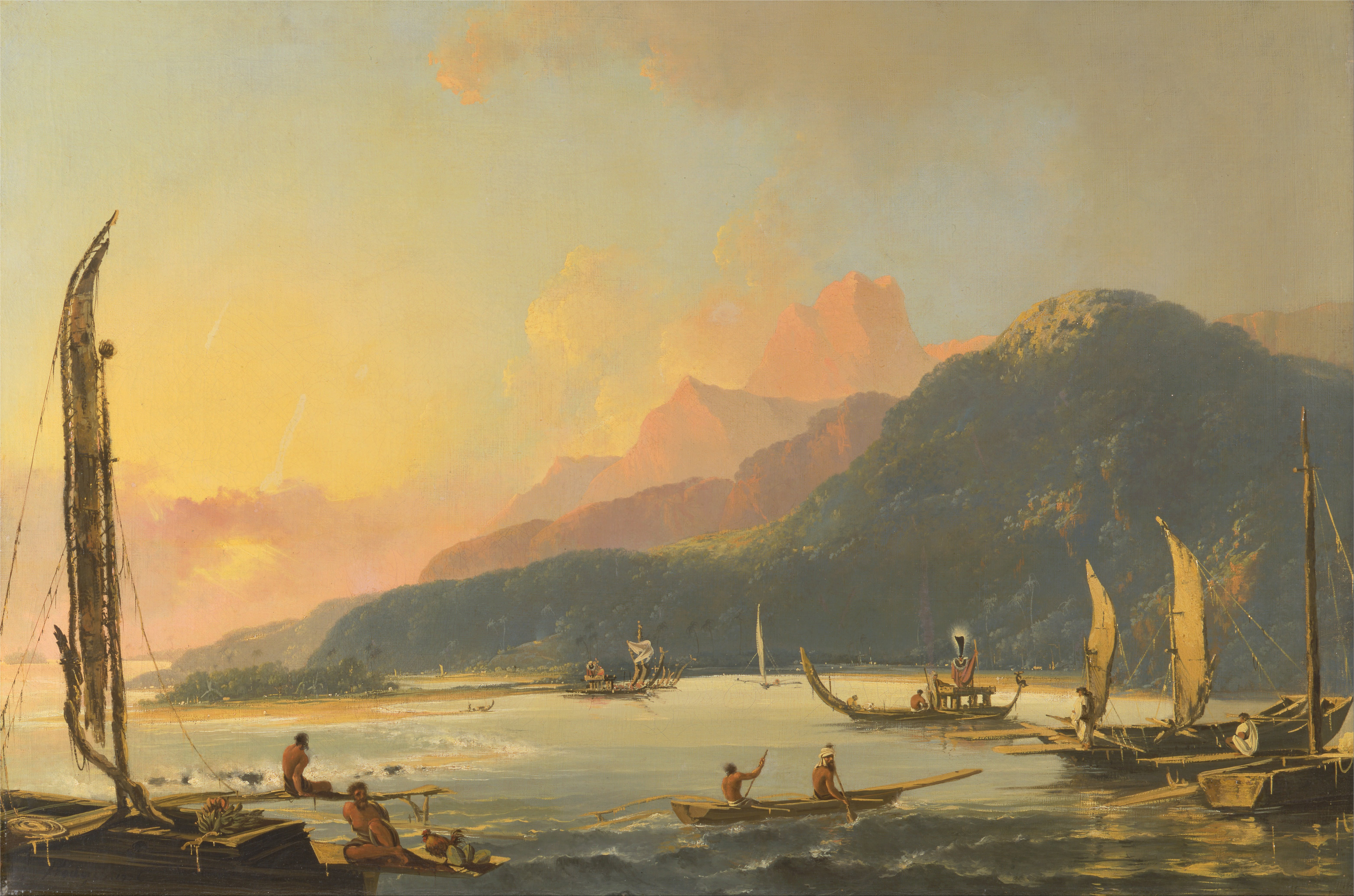
La baie de Matavai à Tahiti par William Hodges (1776).

Durant cette escale, l'équipage se reposa et se consacra à la pêche et au renouvellement des stocks d'eau douce et de bois ; il y eut également des rencontres pacifiques avec les aborigènes. Le premier incident entre Bligh et ses officiers survint quand le capitaine eut une altercation avec le charpentier William Purcell au sujet de sa méthode de coupe du bois,. Bligh demanda à Purcell de retourner au navire mais ce dernier refusa ; le capitaine ordonna alors la suspension de ses rations, ce qui, selon Bligh, « le ramena immédiatement à la raison ».
Les disputes continuèrent durant la dernière partie du voyage jusqu'à Tahiti. Le 9 octobre, Fryer refusa de signer le livre de bord à moins que Bligh ne lui délivre un certificat attestant de sa parfaite compétence tout au long de l'expédition. En réponse, le capitaine lut devant tout l'équipage les Articles of War listant les diverses sanctions applicables à bord d'un navire et Fryer céda. Il y eut également des problèmes avec le chirurgien Thomas Huggan dont les saignées peu soignées administrées au matelot James Valentine qui souffrait d'asthme provoquèrent la mort de celui-ci par septicémie. Pour couvrir son erreur, Huggan rapporta à Bligh que Valentine était mort du scorbut, ce qui poussa le capitaine à appliquer à tout l'équipage son régime alimentaire et médical antiscorbutique. Le chirurgien sombra dans l'alcool jusqu'à ce que Bligh confisque ses réserves ; il retravailla brièvement avant l'arrivée du Bounty à Tahiti et il examina tout l'équipage à la recherche de signes de maladies vénériennes sans en trouver aucun. Le navire jeta l'ancre dans la baie de Matavai au nord de l'île le 26 octobre 1788, achevant ainsi un voyage de 27 086 milles marins (50 163 km).

### Tahiti

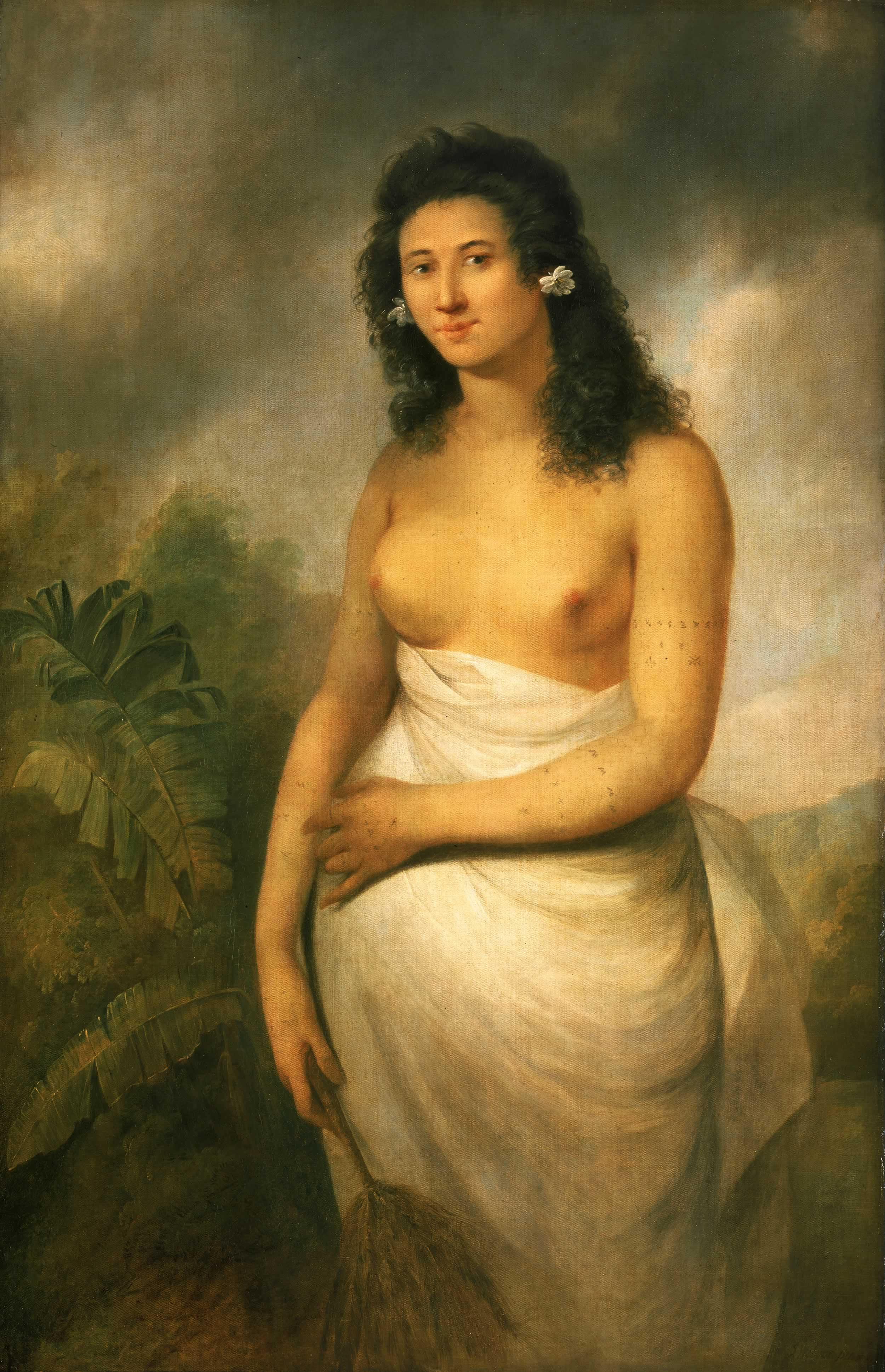
Femme polynésienne par John Webber (1777).

La première action de William Bligh à son arrivée sur l'île de Tahiti fut d'obtenir la coopération des chefs locaux. Le principal d'entre eux, Tynah, se souvenait de lui quand il avait accompagné James Cook quinze ans plus tôt et il l'accueillit chaleureusement. Le capitaine offrit des cadeaux et les informa que son propre « roi George » ne désirait que des plants d'arbres à pain en retour. Les chefs acceptèrent avec enthousiasme et Bligh assigna Fletcher Christian à une équipe chargée d'établir un camp pour préparer les plants,.
Qu'ils soient à terre ou à bord, la charge de travail des marins durant les cinq mois d'escale à Tahiti était assez légère. Beaucoup fréquentèrent des femmes indigènes — au total 18 officiers et marins dont Christian furent traités pour des maladies vénériennes — et certains nouèrent des liens étroits ; Christian se rapprocha ainsi d'une Tahitienne, Mauatua, à qui il donna le nom de « Isabella » d'après un ancien amour anglais. De son côté, Bligh resta chaste, mais toléra les activités de ses hommes en comprenant qu'ils succombent à la tentation quand « la séduction de la dissipation dépasse tout ce qui peut être conçu ». En contrepartie, il exigeait que le travail soit fait correctement et fut irrité quand il nota la négligence et le relâchement de ses officiers : « je crois qu'aucun navire n'a eu de maîtres aussi négligents et incapables que celui-ci ». Même Christian subit la colère du capitaine qui l'humilia fréquemment — parfois en face de l'équipage ou de Tahitiens — pour des erreurs réelles ou imaginaires, tandis que les châtiments se multiplièrent contre les marins dont le relâchement avait entraîné la perte ou le vol de matériel. Bligh attribua la mort du chirurgien Huggan le 10 décembre « aux effets de l'intempérance et de l'indolence ».
Le 5 janvier 1789, trois membres de l'équipage — Charles Churchill, John Millward et William Muspratt — qui avaient récemment été fouettés pour négligence désertèrent à bord d'une chaloupe avec des armes et des munitions. Parmi les objets laissés par Churchill à bord du Bounty, figurait une liste de noms que Bligh interpréta comme une possible liste de complices ; le capitaine avança par la suite que Christian et Heywood apparaissaient sur la liste. Christian convainquit Bligh qu'il n'envisageait pas de déserter et le sujet fut abandonné. Churchill, Millward et Muspratt furent retrouvés au bout de trois semaines et furent fouettés à nouveau à leur retour sur le navire.
À partir de février, le rythme de travail s'accrut et plus d'un millier de plants d'arbres à pain furent empotés et transportés à bord du navire où ils remplirent la grande cabine. Le Bounty fut préparé pour son long voyage de retour mais la plupart des marins appréhendaient le départ et la fin de leur vie facile sur Tahiti. Bligh était à l'inverse impatient de repartir mais l'historien Richard Hough note qu'il « n'anticipa pas comment son équipage réagirait à la sévérité et à l'austérité de la vie en mer… après cinq mois dissolus et hédonistes à Tahiti ». Les travaux s'achevèrent le 1er avril 1789 et le Bounty prit la mer quatre jours plus tard après des adieux émouvants avec le chef Tynah.

### Voyage de retour

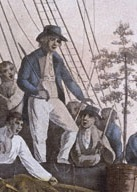
Fletcher Christian par R. Dodd (1790)

Dans leurs études sur le voyage de retour, Richard Hough et Caroline Alexander notent que si les marins étaient tristes de quitter Tahiti ; ils n'avaient aucunement l'intention de se mutiner,. Selon Hough, les événements qui suivirent furent provoqués par le comportement de Bligh dont les colères et l'intolérance atteignirent des proportions paranoïaques. Christian devint son souffre-douleur mais tous les marins furent visés par ses fureurs. Malgré cela et inconscient des effets de sa conduite sur l'équipage, le capitaine oubliait instantanément ses colères pour reprendre des relations sociales normales.
Le 22 avril 1789, le Bounty fit une escale à Nomuka (en) dans les îles des Amis (aujourd'hui les Tonga) pour se réapprovisionner en bois, en eau et en provisions avant la traversée du détroit de Torrès. Bligh avait visité l'île avec James Cook et savait que le comportement des habitants était imprévisible. Il envoya Christian à terre avec plusieurs marins pour récupérer de l'eau douce et s'il leur donna des mousquets, il ordonna que les armes soient laissées à bord de la chaloupe. Le groupe fut harcelé et continuellement menacé mais en l'absence d'armes, il ne put riposter. Christian retourna à bord du Bounty sans avoir complètement rempli sa mission et fut admonesté par Bligh qui le qualifia de « satané vaurien couard ». Les agressions des indigènes se poursuivirent et ils s'emparèrent d'une petite ancre et d'une herminette. Après avoir réprimandé Fryer et Christian, Bligh captura brièvement les chefs de l'île pour obtenir le retour des objets volés mais la manœuvre ne fonctionna pas et le navire reprit la mer sans ces derniers.
Le 27 avril, Christian était devenu déprimé, et son état s'aggrava quand Bligh l'accusa d'avoir volé des noix de coco dans sa réserve personnelle. Le capitaine punit l'ensemble de l'équipage pour ce larcin en supprimant la distribution de rhum et en divisant les rations de nourriture par deux,. À bout de nerfs, Christian envisagea de construire un radeau pour s'échapper et il aurait acquis du bois pour ce projet auprès du charpentier William Purcell,. Quoi qu'il en soit, son mécontentement fut rapidement connu des autres officiers mariniers. Deux des élèves-officiers, George Stewart et Ned Young, le pressèrent de ne pas déserter et lui assurèrent du soutien de la quasi-totalité des marins s'il organisait une mutinerie ; Stewart lui indiqua que l'équipage était « mûr pour tout ».

## Mutinerie

### Prise de contrôle duBounty

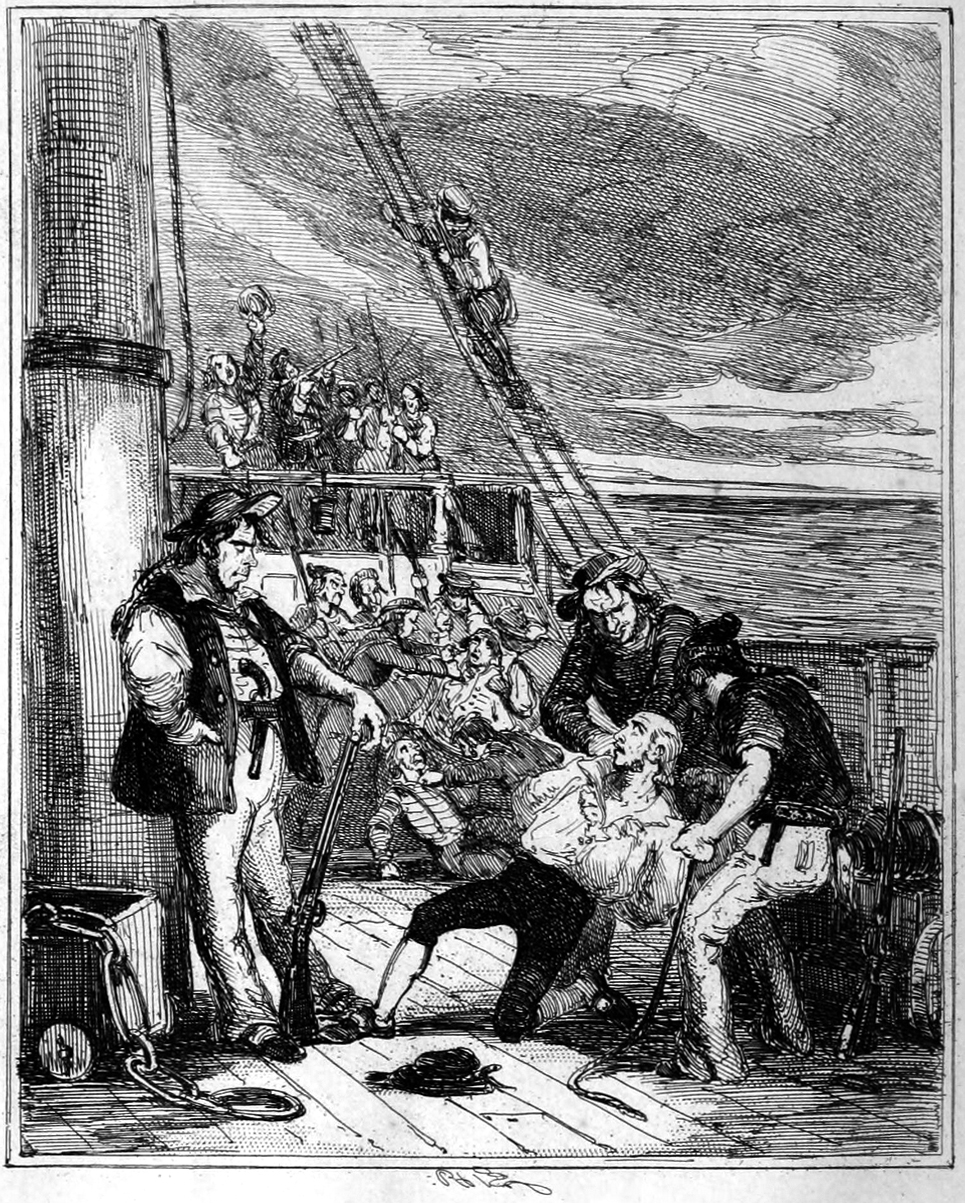
Fletcher Christian et les mutins du Bounty capturent le capitaine Bligh le 28 avril 1789 ; gravure de Hablot Knight Browne (1841).

Aux premières heures du 28 avril 1789, le Bounty se trouvait à environ 30 milles marins (56 km) au sud de l'île de Tofua. Au terme d'une nuit sans sommeil, Christian décida d'agir et suivant les indications de Young et de Stewart, il se rapprocha des matelots Matthew Quintal et Isaac Martin, et apprit le nom d'autres potentiels soutiens. Avec l'aide de ces derniers, il prit rapidement le contrôle du pont supérieur et ceux qui posaient des questions sur ses actions reçurent l'ordre de rester calmes. Vers 5 h 15, Christian descendit dans le navire et renvoya John Hallett, qui dormait sur le coffre contenant les mousquets. Ainsi armés, trois de ses hommes arrêtèrent Bligh dans sa cabine, lui lièrent les mains et menacèrent de le tuer s'il donnait l'alarme ; ce dernier « cria aussi fort [qu'il] pouvait dans l'espoir d'obtenir du secours ». Le brouhaha réveilla Fryer qui vit les mutins emmener de force Bligh. Fryer reçut l'ordre de « se recoucher et de tenir sa langue ou [il] était un homme mort ».
Bligh fut emmené dans le gaillard d'arrière, ses mains liées par une corde tenue par Christian qui tenait également une baïonnette et avait, selon certains témoignages, accroché à son cou un boulet de sondage pour pouvoir sauter par-dessus bord et se noyer si la mutinerie échouait. De plus en plus de marins furent réveillés par l'agitation mais personne ne savait alors qui étaient réellement les mutins. Bligh demanda continuellement sa libération en apostrophant les marins par leur nom ou en les exhortant d'attaquer Christian. Fryer fut brièvement autorisé à monter sur le pont pour parler à Christian mais fut ensuite renvoyé dans sa cabine sous la menace d'une baïonnette ; selon lui, Christian lui aurait dit : « j'ai été en enfer pendant des semaines. Le capitaine Bligh ne peut s'en prendre qu'à lui-même. »
Christian avait initialement pensé abandonner Bligh, le commis aux écritures John Samuel et les midshipmen loyaux Thomas Hayward et Hallet à bord du petit canot du Bounty. Ce dernier n'était néanmoins pas en état de naviguer et Christian ordonna la mise à l'eau d'une embarcation plus grande d'une capacité d'environ dix personnes. Les mutins avaient cependant surestimé le nombre de leurs soutiens et près de la moitié des marins préférait accompagner Bligh. Ce fut donc la plus grande chaloupe d'une longueur de 7 mètres qui fut lancée. Au cours des heures qui suivirent, les marins loyaux à Bligh rassemblèrent leurs affaires et montèrent à bord de la chaloupe. Parmi eux, figurait Fryer qui, avec l'approbation du capitaine, avait voulu rester à bord — dans l'espoir, il l'indiqua par la suite, de reprendre le contrôle du navire — mais sa présence fut refusée par Christian. La chaloupe était surchargée avec 22 personnes à son bord mais Christian ordonna aux deux seconds charpentiers, Charles Norman et Thomas McIntosh, et à l'armurier Joseph Coleman de revenir à bord du Bounty en estimant que leur présence était nécessaire pour manœuvrer le navire avec un équipage réduit. Ils obéirent à contrecœur en implorant Bligh de se souvenir qu'ils avaient été obligés de rejoindre les mutins contre leur gré ; ce dernier leur répondit : « N'ayez pas peur les gars, je vous rendrai justice si jamais je retourne en Angleterre ».
John Samuel emporta avec lui le journal du capitaine ainsi que les documents officiels mais fut obligé d'abandonner derrière lui les cartes et les portulans de Bligh. La chaloupe fut envoyée à la dérive avec cinq jours de nourriture et d'eau, un sextant, une boussole et la boîte à outils du charpentier Purcell. Au dernier moment, les mutins lancèrent quatre coutelas dans la chaloupe. Sur les 44 marins du Bounty après la mort du chirurgien Huggan et du matelot Valentine, 19 se trouvaient à bord de la chaloupe surchargée dont le franc-bord n'était que de 18 centimètres. Les 25 hommes restant à bord du navire étaient les 21 mutins, les trois loyalistes détenus contre leur gré et le matelot Michael Byrne dont la cécité ajoutée à la confusion fit qu'il resta à bord du Bounty malgré son soutien à Bligh. Le cordage reliant le navire à la chaloupe fut coupé à 10 h et peu après, Bligh décida de rallier l'île de Tofua visible à l'horizon en raison du panache provoqué par l'éruption de son volcan.

### Voyage de Bligh
- Navigation du Bounty vers Tahiti et vers le lieu de la mutinerie, le 28 avril 1789.
- Navigation du Bounty après la mutinerie, sous le commandement de Christian.
- Route suivie par Bligh lors de sa navigation vers Coupang (2 mai-14 juin 1789).

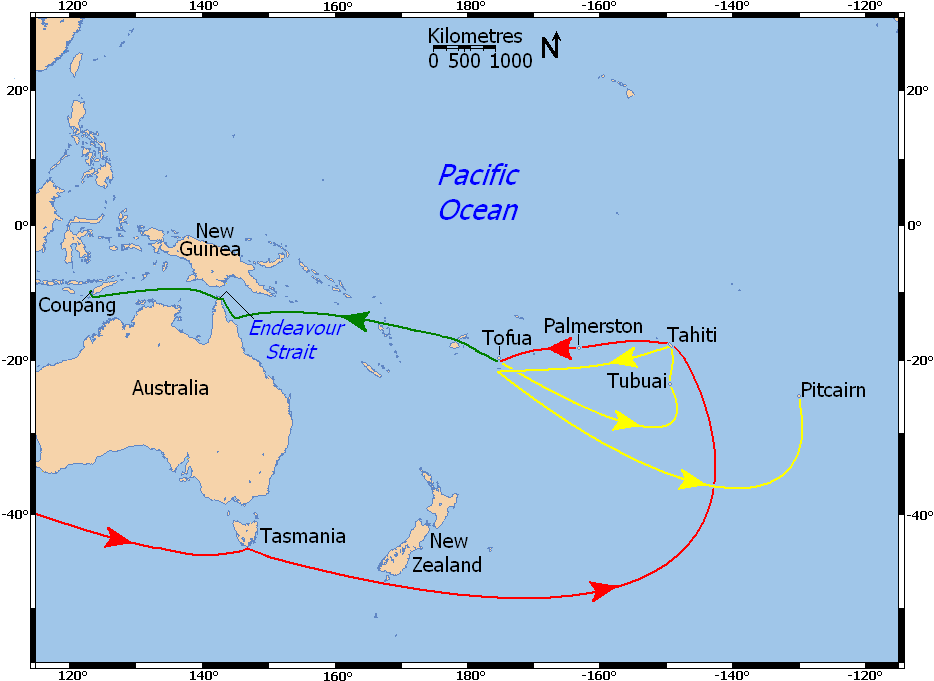
Carte montrant la navigation du Bounty dans l'océan Pacifique de 1788 à 1790 :

Bligh espérait faire des provisions d'eau et de nourriture sur Tofua pour ensuite rallier l'île voisine de Tongatapu où il avait rencontré le roi Poulaho lors de son voyage avec James Cook puis se rendre jusqu'aux Indes orientales néerlandaises. À Tofua, les indigènes furent initialement amicaux mais les tensions grandirent rapidement. Le 2 mai, Bligh réalisa qu'une attaque était imminente et il ordonna la mise à l'eau de la chaloupe dont le cordage fut retenu par les Tofuans pour l'empêcher de partir. En tentant de libérer la corde, le quartier-maître John Norton tomba à l'eau et fut tué. À présent en pleine mer, Bligh renonça à faire escale à Tongatapu car il craignait la même réaction des habitants et estima que leur meilleure chance de survie serait de rejoindre la colonie hollandaise de Coupang sur l'île de Timor. Cela représentait un voyage de 3 500 milles marins (6 500 km) vers l'ouest au-delà du détroit de Torres et nécessitait que les rations journalières soient réduites à une once de pain et un quart de pinte d'eau ; en dépit des faibles chances de succès, ce plan fut approuvé à l'unanimité,,.
Dès le départ, le temps fut humide et tempétueux avec une forte houle qui menaçait constamment de renverser la chaloupe. Quand le soleil apparaissait, Bligh nota dans son journal qu'« il [leur] donnait autant de plaisir que s'il s'agissait d'une journée d'hiver en Angleterre ». Bligh s'efforça de continuer son journal tout au long du voyage et il nota, cartographia et dessina tout ce qu'il rencontra lors de son voyage vers l'ouest. Pour maintenir le moral, il raconta des histoires issues de son passé de marin, demanda aux hommes de chanter et parfois de prier. La traversée des Fidji fut la première par des Européens mais ils décidèrent de ne pas s'arrêter en raison de la réputation de cannibales qu'avaient les indigènes,. Le 17 mai, Bligh nota que « [leur] situation [était] pitoyable ; toujours trempés et souffrant du froid extrême… sans la moindre protection contre les éléments ».
Une semaine plus tard, le temps s'améliora et l'apparition d'oiseaux signala la proximité de la terre ferme. L'embarcation arriva en vue de la Grande Barrière de corail le 28 mai et après avoir trouvé un chenal, les hommes débarquèrent à la fin de l'après-midi sur une petite île où ils trouvèrent de grandes quantités d'huîtres et de baies,.
Au cours des jours qui suivirent, l'embarcation progressa d'île en île vers le nord mais les marins notèrent que les indigènes suivaient de près leurs mouvements. Les effets du stress se firent sentir et à la suite d'une dispute avec Purcell, Bligh s'empara d'un coutelas et défia le charpentier en duel. Fryer demanda à Cole de mettre le capitaine aux arrêts mais il recula quand ce dernier menaça de le tuer s'il intervenait. Les protagonistes étaient cependant épuisés et les esprits s'apaisèrent rapidement.
Le 2 juin, la chaloupe dépassa la péninsule du cap York, à l'extrémité nord de l'Australie, et Bligh mit le cap au sud-ouest dans un dédale de récifs, de bancs de sable et de petites îles. Le groupe entra ainsi dans la mer d'Arafura mais Coupang se trouvait encore à 1 100 milles marins (2 000 km),. Les huit jours qui suivirent furent parmi les plus durs du voyage et le 11 juin, beaucoup étaient sur le point de "craquer". La côte du Timor apparut le lendemain et Bligh écrivit : « Il m'est impossible de décrire le bonheur que la bénédiction de la vision de cette terre a fait ressentir en chacun de nous ». Le 14 juin, la chaloupe entra dans le port de Coupang avec un Union Jack improvisé.
À Coupang, Bligh rapporta la mutinerie aux autorités et écrivit à son épouse : « Sachez donc, ma très chère Betsey, que j'ai perdu le Bounty… ». Affaibli par les événements, le botaniste Nelson tomba malade et mourut peu après l'arrivée à Coupang. Le 20 août, le groupe rejoignit Batavia (aujourd'hui Jakarta) pour attendre un navire à destination de l'Angleterre ; le cuisinier Thomas Hall y mourut de maladie.
Bligh obtint de monter à bord d'un vaisseau qui prit la mer le 16 octobre 1789 avec le commis aux écritures Samuel et son assistant John Smith. Sur les quatorze marins restant, le second maître William Elphinstone, le quartier-maître Peter Linkletter et le boucher Robert Lamb moururent à Batavia tandis que l'assistant du chirurgien Thomas Ledward décéda lors de son retour en Angleterre,.

### LeBountyde Christian

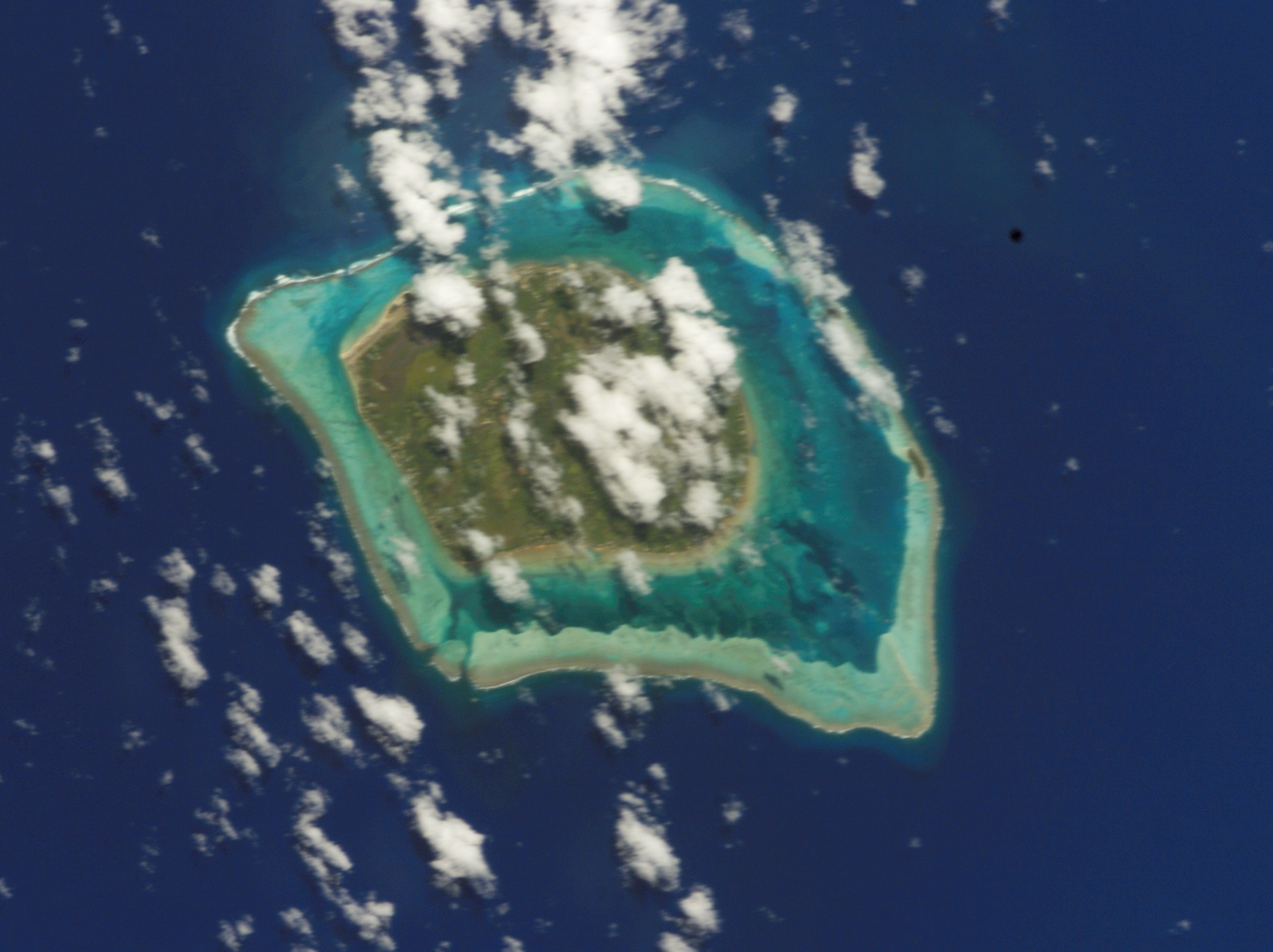
L'île de Tubuai où Christian tenta de s'installer.

Après le départ de la chaloupe de William Bligh, Fletcher Christian répartit les effets personnels des marins entre les mutins et jeta les plants d'arbre à pain à la mer. Sachant que Bligh pourrait survivre et rapporter la mutinerie aux autorités et que dans tous les cas, la disparation du Bounty entraînerait le lancement d'une mission de recherche qui se rendrait nécessairement à Tahiti, Christian mit le cap sur la petite île de Tubuai dans les îles Australes, à environ 450 milles marins (800 km) au sud de Tahiti. L'île avait été découverte par James Cook et à l'exception d'un étroit chenal, elle était entièrement entourée d'un récif de corail et serait donc facile à défendre contre une éventuelle attaque.
Le Bounty arriva à Tubuai le 28 mai 1789 mais l'accueil des indigènes fut hostile et une flottille de pirogues approcha du navire. Christian utilisa l'un des canons de quatre livres et tua une douzaine de guerriers. Le reste des assaillants s'enfuit et plusieurs marins furent envoyés à terre pour explorer l'île ; ils rapportèrent qu'il serait possible d'y créer une implantation mais qu'il était nécessaire de se procurer de la main-d'œuvre et des femmes. Le Bounty se rendit donc à Tahiti où il arriva le 6 juin et Christian dit aux chefs que Bligh, Cook et lui voulaient s'installer sur l'île d'Aitutaki. La mention du nom de Cook eut pour effet que les chefs offrirent du bétail et de nombreux biens ; le Bounty bien chargé reprit la mer le 16 juin avec une trentaine d'hommes et de femmes indigènes,.
Dans les deux mois qui suivirent, Christian et ses hommes luttèrent pour s'établir à Tubuai. Ils construisirent un vaste camp entouré de douves appelé « Fort George » en l'honneur du roi britannique George III, pour se protéger contre des attaques venant de la mer ou de la terre. Christian tenta d'établir de bonnes relations avec les chefs locaux mais ses offres furent rejetées. Les altercations récurrentes culminèrent en une bataille rangée qui fit 66 tués chez les indigènes. Les marins étaient de plus en plus mécontents et Christian sentit que son autorité diminuait. Il organisa une réunion et un vote sur la conduite à tenir. Huit d'entre eux, les mutins les plus durs, restèrent loyaux envers Christian mais seize autres demandèrent à retourner à Tahiti. Le meneur accepta cette décision et indiqua qu'après avoir déposé la majorité à Tahiti, il « naviguerait au portant et… débarquerait sur la première île que le navire rencontrerait. Après ce qu['il avait] fait, [il] ne [pouvait] pas rester à Tahiti ».

### Séparation des mutins
Quand le Bounty revint à Tahiti le 22 septembre, l'accueil fut bien moins amical qu'auparavant. Les Tahitiens avaient en effet appris par l'équipage d'un navire britannique de passage que l'histoire de Fletcher Christian était une invention et que James Cook était mort depuis dix ans. Christian craignit une réaction violente et décida de rester le moins longtemps possible. Sur les seize hommes qui avaient voté pour le retour à Tahiti, il n'autorisa le débarquement que de quinze d'entre eux et retint l'armurier Joseph Coleman dont les compétences lui étaient nécessaires. Dans la soirée du 22 septembre, Christian entraîna un groupe de Tahitiens essentiellement composé de femmes sous le prétexte d'une fête et alors que les festivités étaient en cours, il coupa la corde de l'ancre et le Bounty prit la mer avec ses captifs; au même moment, Coleman s'échappa en sautant par-dessus bord et rejoignit la terre ferme. Parmi les Tahitiens enlevés figuraient six femmes âgées que Christian débarqua sur l'île voisine de Moorea. L'équipage du Bounty comprenait alors neuf mutins — Christian, Young, Quintal, Brown, Martin, John Williams, William McCoy, John Mills et John Adams (aussi appelé « Alexander Smith ») — et vingt Polynésiens dont quatorze femmes.
À Tahiti, les marins se séparèrent rapidement. Un groupe, mené par James Morrison et Tom McIntosh, commença la construction d'une goélette qui fut nommée Resolution d'après le navire de Cook. Morrison n'avait pas joué un grand rôle dans la mutinerie et plutôt que d'attendre d'être capturé, il espérait se rendre aux autorités aux Indes orientales hollandaises dans l'espoir que cela lui éviterait une condamnation trop sévère. Le groupe de Morrison continua à suivre la routine et la discipline maritimes et organisa un service religieux tous les dimanches,. De leur côté, le capitaine d'armes James Churchill et le matelot Matthew Thompson choisirent de mener une vie dissolue et alcoolisée qui s'acheva par leur mort violente : le premier fut assassiné par Thompson qui fut à son tour tué par un ami tahitien de Churchill. D'autres, comme George Stewart et le jeune Peter Heywood, s'installèrent paisiblement sur l'île ; Heywood étudia le tahitien, se mit à porter des tenues locales et tatoua une grande partie de son corps,.

## Jugement des mutins

### HMSPandora

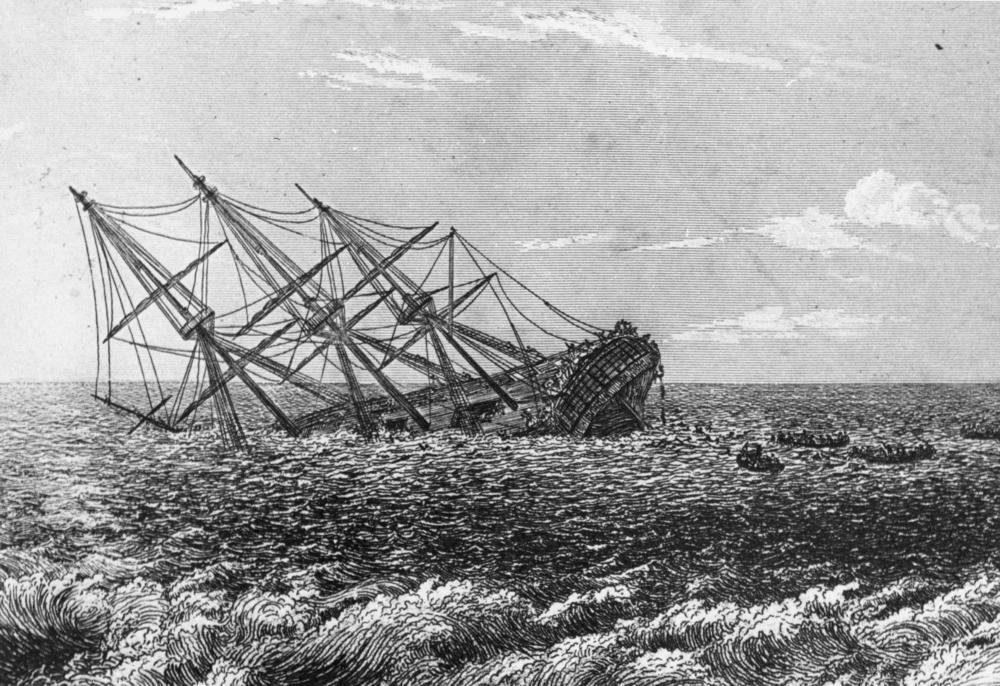
Naufrage du le 29 août 1791 ; gravure de 1833 de Robert Batty d'après un dessin de Heywood.

Quand le commandant William Bligh arriva en Angleterre le 14 mars 1790, les nouvelles de la mutinerie l'avaient précédé et il fut accueilli en héros. En octobre 1790, il fut acquitté pour la perte du Bounty par une cour martiale et promu post-captain. Lors de l'audience, il accusa également William Purcell d'insubordination et de mauvaise conduite, et le charpentier écopa d'un blâme,.
En novembre 1790, l'Amirauté chargea la frégate HMS Pandora du capitaine Edward Edwards de capturer les mutins et de les ramener en Angleterre pour qu'ils soient jugés. Le navire arriva à Tahiti le 23 mars 1791 et les quatorze survivants du Bounty furent arrêtés ou se livrèrent d'eux-mêmes. Edwards ne fit aucune distinction entre les mutins et ceux gardés à bord contre leur gré et tous furent emprisonnés dans une prison spécialement aménagée dans la plage arrière du navire : une cellule surnommée Pandora's Box (« boîte de Pandore »),. La Pandora resta cinq semaines à Tahiti pour essayer d'en savoir plus sur le destin du Bounty. La frégate prit la mer le 8 mai pour essayer de retrouver les mutins manquants dans les milliers d'îles du Pacifique Sud mais au bout de quelques vaines semaines de recherche, Edwards décida en août de rejoindre les Indes orientales néerlandaises,.
Le 29 août 1791, la Pandora s'échoua sur un récif de la Grande Barrière de corail et quand Edwards ordonna l'abandon du navire, le geôlier commença à retirer les chaînes des prisonniers. Il n'eut cependant pas le temps de finir et quatre détenus — George Stewart, Henry Hillbrant, Richard Skinner et John Sumner — ainsi que 31 marins de la Pandora se noyèrent. Les survivants, dont les dix prisonniers restants, embarquèrent à bord d'une chaloupe qui suivit le même trajet que Bligh deux ans plus tôt. Les détenus furent la plupart du temps enchaînés aux mains et aux pieds jusqu'à leur arrivée à Coupang, le 17 septembre,.
Ceux-ci furent détenus dans une prison du port puis transférés dans un navire de la Compagnie hollandaise des Indes orientales qui se rendit au Cap en Afrique australe. Le 5 avril 1792, ils embarquèrent à bord de la frégate de cinquième rang HMS Gordon qui arriva à Portsmouth le 19 juin. Sur place, ils furent emmenés sur le ponton HMS Hector pour y attendre leur procès. Parmi les prisonniers, figuraient trois loyalistes détenus contre leur gré — Coleman, McIntosh et Norman — à qui Bligh avait promis de rendre justice, le matelot aveugle Michael Byrne, deux mutins passifs — Heywood et Morrison — et quatre mutins actifs — Thomas Burkett, John Millward, Thomas Ellison et William Muspratt —. Bligh, qui avait reçu le commandement du HMS Providence pour une seconde expédition pour obtenir des plants d'arbre à pain, avait quitté l'Angleterre en août 1791 et n'assista donc pas au procès en cour martiale qui allait se tenir,.

### Cour martiale

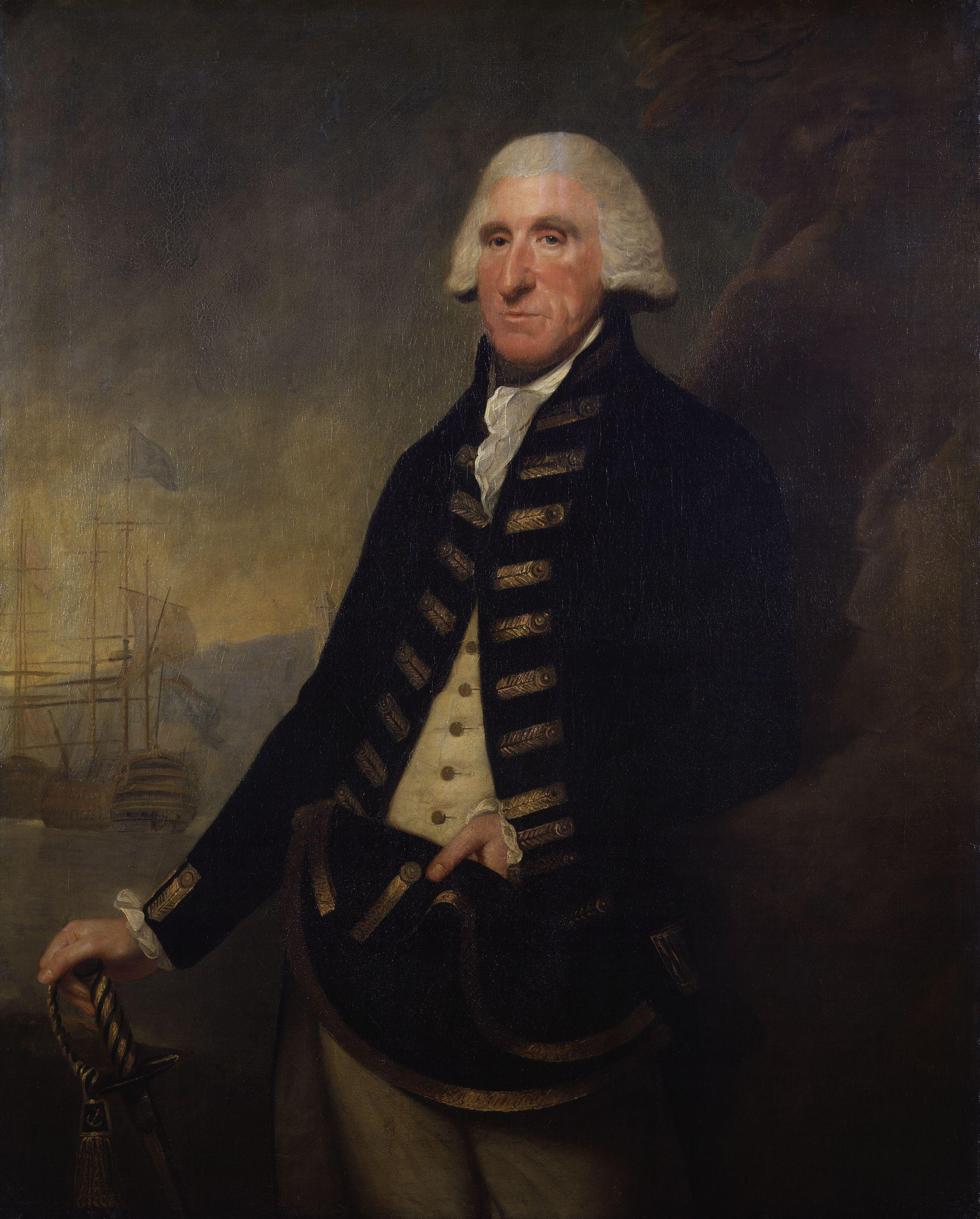
L'amiral Lord Hood qui présida la cour martiale du Bounty ; peinture de Lemuel Francis Abbott.

Le procès en cour martiale des marins commença le 12 septembre 1792 à bord du vaisseau de deuxième rang HMS Duke (en) dans le port de Portsmouth, sous la présidence de l'amiral Lord Hood. La famille du jeune Peter Heywood parvint à lui obtenir de bons avocats mais parmi les autres accusés, seul le cuisinier Muspratt fit appel à un conseiller juridique. Les marins loyalistes qui avaient accompagné Bligh sur sa chaloupe témoignèrent contre leurs anciens camarades ; les déclarations de Thomas Hayward et John Hallett affaiblirent particulièrement la défense de Heywood et James Morrison qui avançaient n'avoir pas participé à la mutinerie et s'étaient rendus volontairement à la Pandora. La cour ne contesta pas les déclarations de l'armurier Joseph Coleman, des charpentiers Tom McIntosh et Charles Norman, et du matelot aveugle Byrne, qui furent tous acquittés. Le 18 septembre, les six accusés restants furent reconnus coupables de mutinerie et condamnés à mort par pendaison ; le tribunal demanda néanmoins la clémence pour Heywood et Morrison « eu égard à diverses circonstances ».
Le 26 octobre 1792, Heywood et Morrison furent amnistiés par le roi George III et libérés. Via son avocat, Muspratt obtint un sursis à l'exécution en arguant que les règles de la cour martiale l'avaient empêché de faire témoigner Norman et Byrne pour sa défense. Alors qu'il attendait qu'une décision soit prise, Thomas Burkett, Thomas Ellison et William Millward furent pendus à une vergue du vaisseau de troisième rang HMS Brunswick dans le port de Portsmouth le 28 octobre. Selon certains témoins, ils auraient protesté de leur innocence jusqu'au dernier moment tandis que pour d'autres, leur « fermeté virile… fit l'admiration de tous ». En décembre, William Muspratt obtint une grâce et il fut amnistié et libéré 11 février 1793.

L'issue du procès fut critiquée dans la presse, qui suspecta que si « l'argent avait acheté la vie de certains, d'autres furent condamnés par leur pauvreté ». Un article rapportant que Heywood était l'héritier d'une vaste fortune se révéla infondé mais l'historien Greg Dening avance que « finalement, ce furent la classe, les relations ou les soutiens qui firent la différence ».

### Suites
Les témoignages présentés durant la seconde cour martiale furent particulièrement critiques envers William Bligh et quand ce dernier revint en Angleterre en août 1793, après son expédition réussie pour ramener des plants d'arbre à pain dans les Indes occidentales, l'opinion civile et militaire s'était retournée contre lui. Il fut ignoré par l'Amirauté quand il présenta son rapport et fut laissé 19 mois avec une demi-solde avant de recevoir une nouvelle mission. À la fin de l'année 1794, le juriste Edward Christian, frère aîné de Fletcher, publia un Appendice au compte rendu de la seconde cour martiale qui, selon la presse, « atténua le comportement de Christian et des mutins et criminalisa le capitaine Bligh ». La position de ce dernier fut par ailleurs affaiblie quand l'artilleur Peckover, qui lui était resté loyal, confirma que ce qui était avancé dans l'Appendice était globalement véridique.
Bligh commanda le HMS Director durant la bataille de Camperdown en octobre 1797 et le HMS Glatton (en) lors de la bataille de Copenhague en avril 1801. En 1805, alors qu'il commandait le HMS Warrior, il fut réprimandé en cour martiale pour avoir insulté ses officiers. L'année suivante, il fut nommé gouverneur de Nouvelle-Galles du Sud en Australie mais en 1808, il fut renversé par un groupe d'officiers lors de ce qui fut appelé la révolte du rhum. Après son retour en Angleterre, Bligh fut promu contre-amiral en 1811 puis vice-amiral en 1814 mais il ne reçut pas d'autres fonctions dans la Marine ; il mourut à 63 ans en décembre 1817.
Sur les marins amnistiés, Heywood et Morrison poursuivirent leur service dans la Royal Navy. Peter Heywood obtint le soutien de Lord Hood et en 1803, il fut promu capitaine à l'âge de 31 ans ; il combattit durant les guerres napoléoniennes puis prit une retraite paisible en Angleterre en 1816. James Morrison devint maître artilleur et mourut lors du naufrage du HMS Blenheim dans l'océan Indien en 1807. William Muspratt aurait continué à servir dans la Marine jusqu'à sa mort en 1798 tandis que les autres marins jugés à la cour martiale retournèrent à l'anonymat.

## Les mutins de Pitcairn

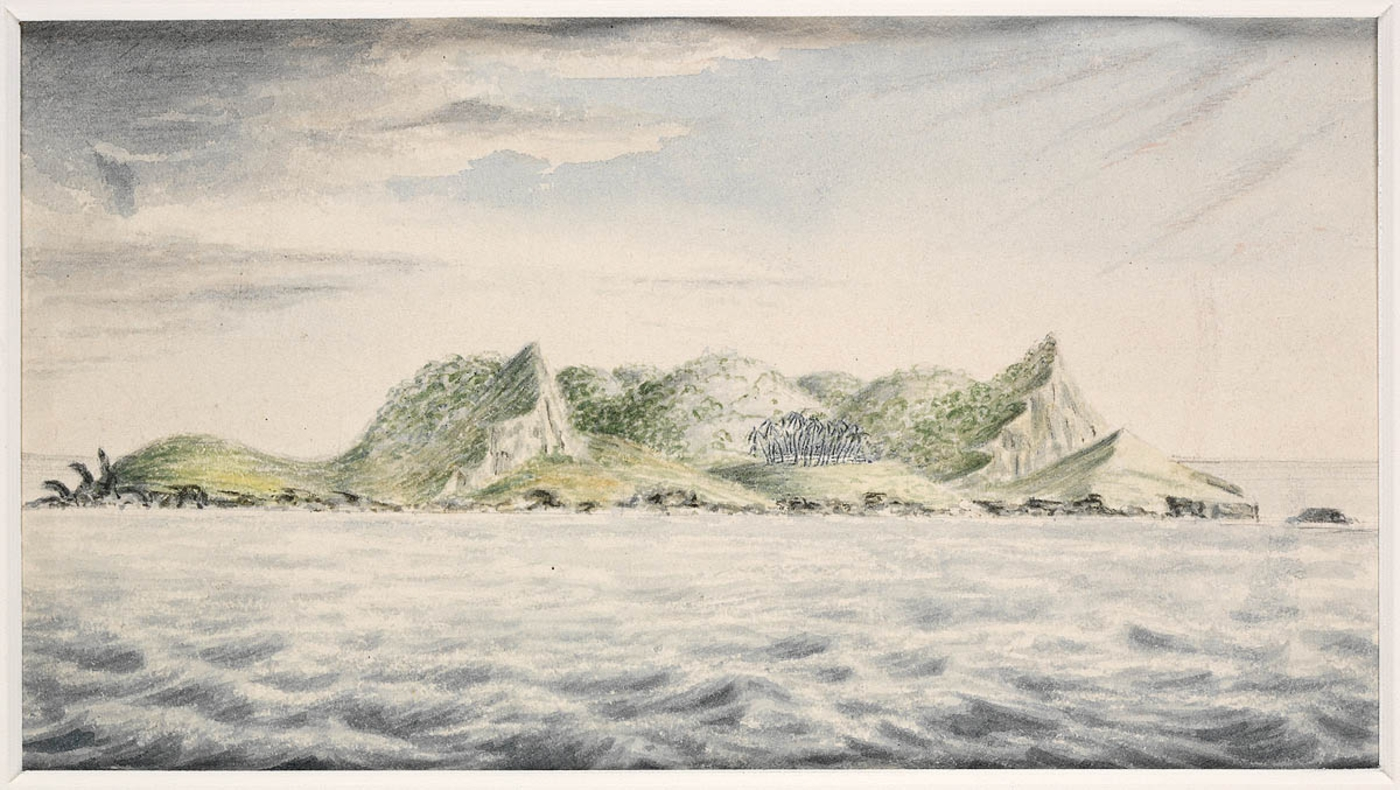
Vue de l'île de Pitcairn dans les Mers du Sud, par John Shillibeer (1814)

Après avoir quitté Tahiti le 22 septembre 1789, Fletcher Christian se mit à la recherche d'un lieu sûr et il décida de s'installer sur l'île Pitcairn à 2 200 kilomètres à l'est de Tahiti ; l'île avait été découverte en 1767 par l'explorateur britannique Philip Carteret mais son emplacement exact était mal connu. Après plusieurs mois de recherche, Christian redécouvrit l'île le 15 janvier 1790 à 188 milles marins (348 km) à l'est de sa position sur les cartes. Cette erreur cartographique contribua à la décision des marins de s'installer à Pitcairn où la justice aurait du mal à les retrouver.

Après l'arrivée sur l'île, le Bounty fut déchargé et en partie démoli pour obtenir des matériaux de construction. Le navire fut incendié et détruit le 23 juin, soit pour empêcher qu'il ne soit découvert, soit en raison d'un acte non autorisé du matelot Quintal ; en tout état de cause, les mutins n'avaient désormais plus aucun moyen de quitter l'île. Pitcairn se révéla être un refuge idéal pour les marins : inhabitée, quasiment inaccessible et possédant une terre fertile et de grandes quantités de nourriture et d'eau douce. Les premiers mois furent paisibles avec une bonne entente entre les mutins et les Tahitiens. Christian et Isabella eurent un fils, Thursday October Christian I, et d'autres naissances suivirent. L'autorité de Christian commença néanmoins à vaciller alors qu'il connaissait de longues périodes de déprime et d'introspection.

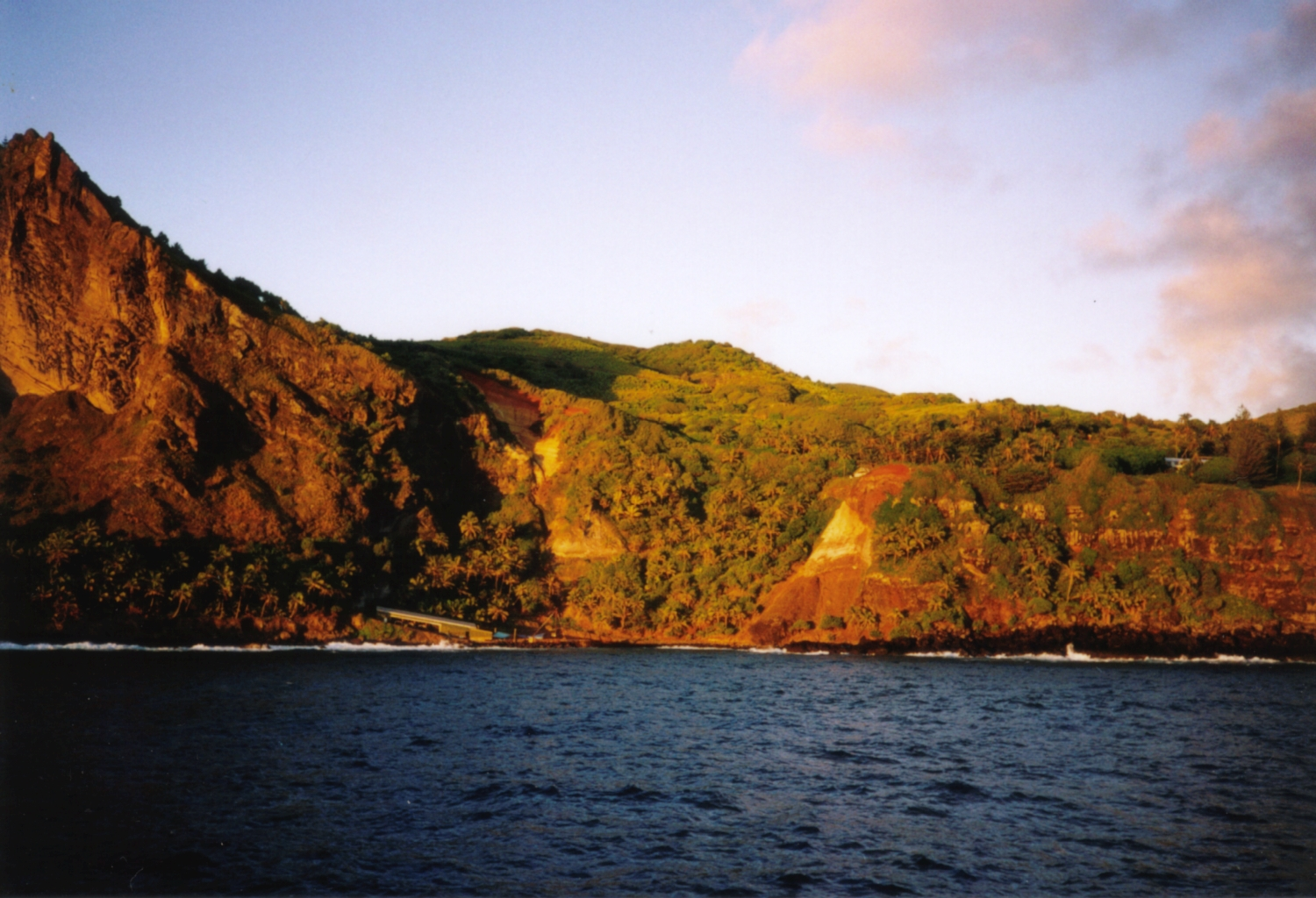
Bounty Bay sur l'île Pitcairn où le Bounty fut brûlé le 23 janvier 1790.

Les tensions s'accumulèrent notamment du fait que les Européens considéraient les Tahitiens comme leur propriété ; les femmes en particulier étaient, selon l'historienne Alexander, « échangées d'un « mari » à l'autre ». La situation dégénéra en septembre 1793 quand, lors d'une série soigneusement préparée de meurtres, cinq mutins — Christian, Williams, Martin, Mills et Brown — furent assassinés par les Tahitiens ; Christian aurait été touché par une balle alors qu'il travaillait dans son champ et fut achevé d'un coup de hache,. Les habitants de l'île continuèrent à s'entretuer et en 1794, les six hommes tahitiens étaient morts, tués par les veuves des mutins ou par des rivaux.
Deux des quatre mutins survivants, Young et Adams, parvinrent à restaurer un calme précaire occasionnellement perturbé par l'ivresse de Matthew Quintal et de William McCoy après que ce dernier fut parvenu à distiller une plante locale pour produire une boisson alcoolisée. Certaines femmes tentèrent sans succès de fuir l'île avec un bateau improvisé et la vie continua difficilement jusqu'au suicide de McCoy en 1798. L'année suivante, Adams et Young assassinèrent Quintal après qu'il les eut menacés.

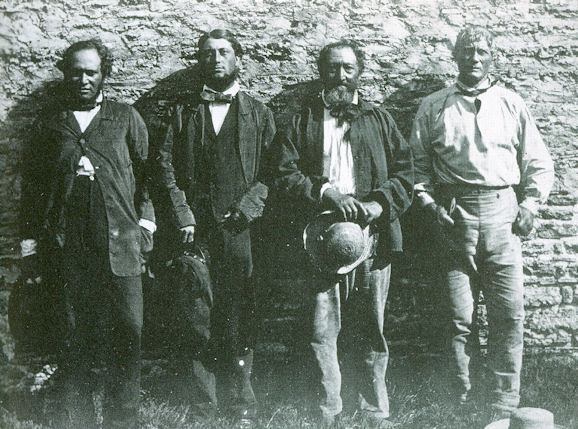
Descendants de Matthew Quintal et John Adams, révoltés du Bounty. Le deuxième en partant de la gauche est John Quintal, petit-fils de Matthew Quintal (Photographie de 1862).

Young mourut d'une crise d'asthme en 1800 et le matelot Adams prit la responsabilité de l'éducation et du bien-être des neuf femmes et 19 enfants vivant sur l'île. Avec la Bible du Bounty, il leur enseigna l'écriture, la lecture et le christianisme. La vie sur l'île se poursuivit dans le calme et sans incident jusqu'en février 1808 quand le baleinier américain Topaz découvrit par hasard cette petite communauté. L'annonce de cette découverte n'arriva en Angleterre qu'en 1810 mais elle fut ignorée par l'Amirauté alors préoccupée par la guerre avec la France de Napoléon.

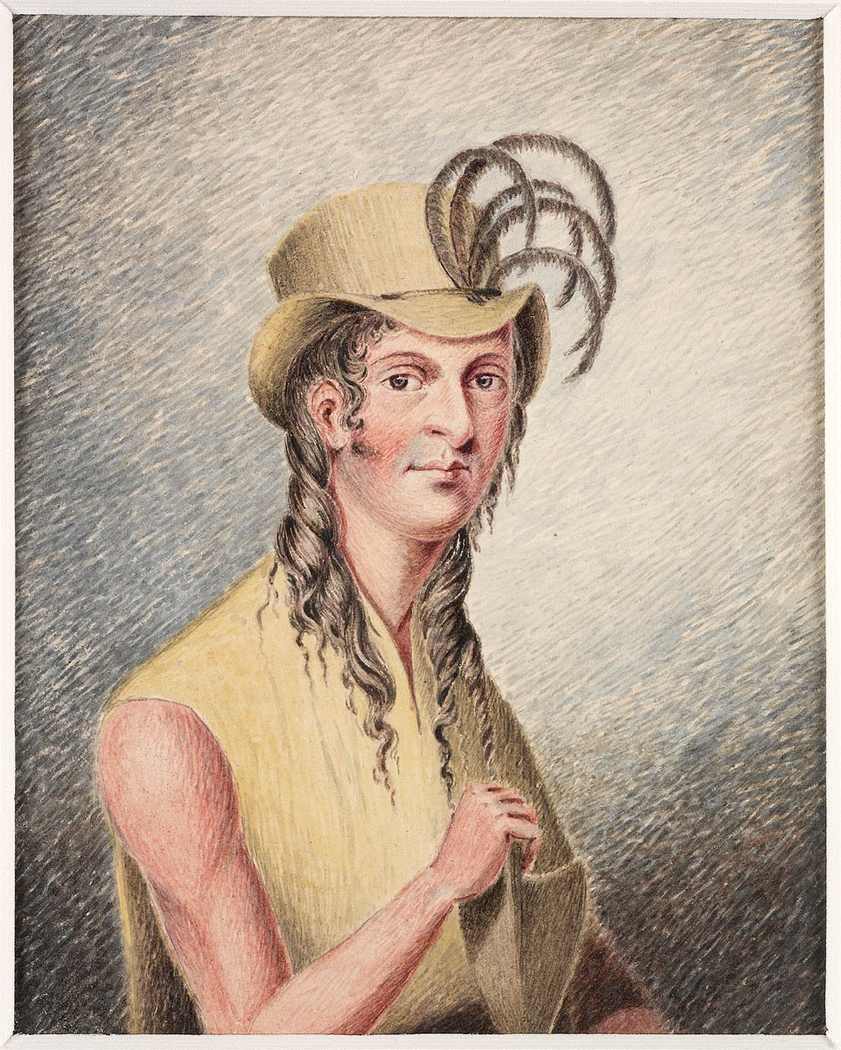
Thursday [Friday] Fletcher October Christian par John Shillibeer (1814)

En 1814, deux navires de guerre britanniques, le HMS Briton et le HMS Tagus, arrivèrent également par hasard sur l'île où ils furent accueillis par Thursday October Christian et le fils d'Edward Young, George ; les deux capitaines rapportèrent que Christian fils présentait « dans son attitude bienveillante, toutes les caractéristiques d'un honnête visage anglais ». L'île comptait alors une population de 46 personnes dont un grand nombre de jeunes dirigée par Adams,.
Après avoir reçu les rapports des capitaines, l'Amirauté décida de n'entreprendre aucune action. Au cours des années qui suivirent, de nombreux navires firent escale à Pitcairn où Adams relatait l'histoire de la fondation de sa communauté jusqu'à sa mort en 1829 à l'âge de 65 ans,.

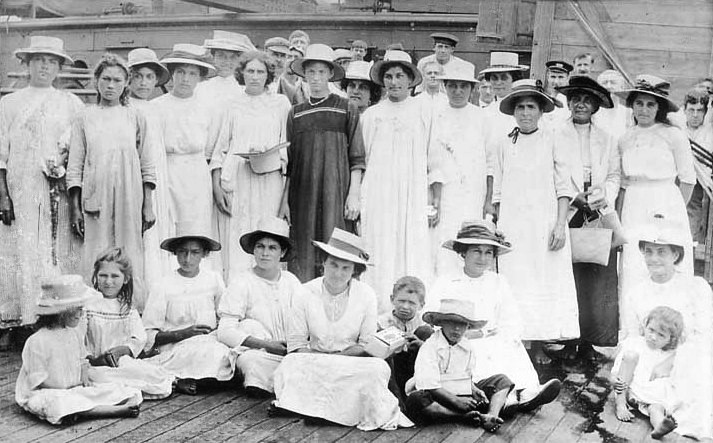
Insulaires de Pitcairn (1916)

Le nombre d'habitants de l'île continua à croître et en 1856, la surpopulation poussa les 194 résidents de Pitcairn à s'installer sur l'île Norfolk ; plusieurs groupes retournèrent néanmoins à Pitcairn dans les années qui suivirent et la cinquantaine de personnes vivant encore sur l'île descend en grande partie de ces derniers.
Au cours des années, de nombreux objets liés au Bounty ont été vendus comme souvenirs par les insulaires et en 1999, le Pitcairn Project fut fondé par des universitaires australiens pour mener des fouilles afin de documenter l'histoire de l'île.

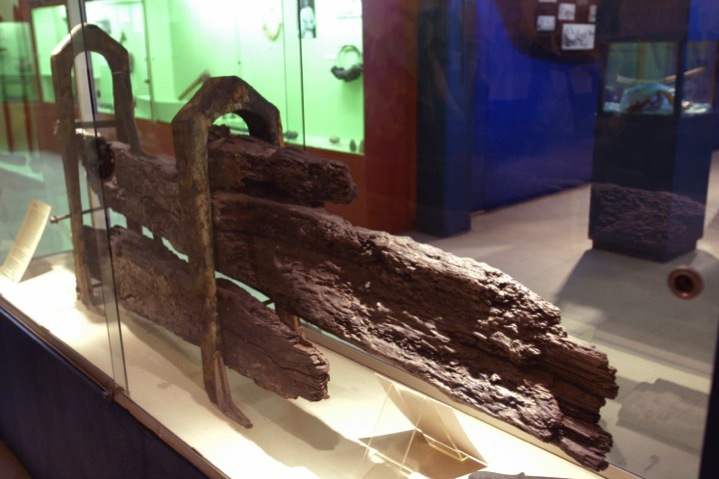
Élément du gouvernail du Bounty préservé au Fiji Museum.

## Postérité
La perception du capitaine Bligh en tant que tyran débute dès la publication de l'Appendice d'Edward Christian en 1794. Hormis le journal de Bligh, le premier récit de la mutinerie est celui de l'explorateur John Barrow, publié en 1831. Ce dernier était un ami de la famille Heywood et son livre minimise le rôle de Heywood tout en soulignant la sévérité de Bligh. Le livre propage également la légende que Christian n'était pas mort à Pitcairn mais était revenu en Grande-Bretagne où il avait été reconnu par Heywood à Plymouth en 1808 ou 1809. Un récit rédigé en 1870 par la belle-fille de Heywood, Diana Belcher, exonère à nouveau Heywood et Christian et, selon l'historien Alexander, « cimenta […] de nombreux mensonges qui s'étaient introduits dans la narration ».

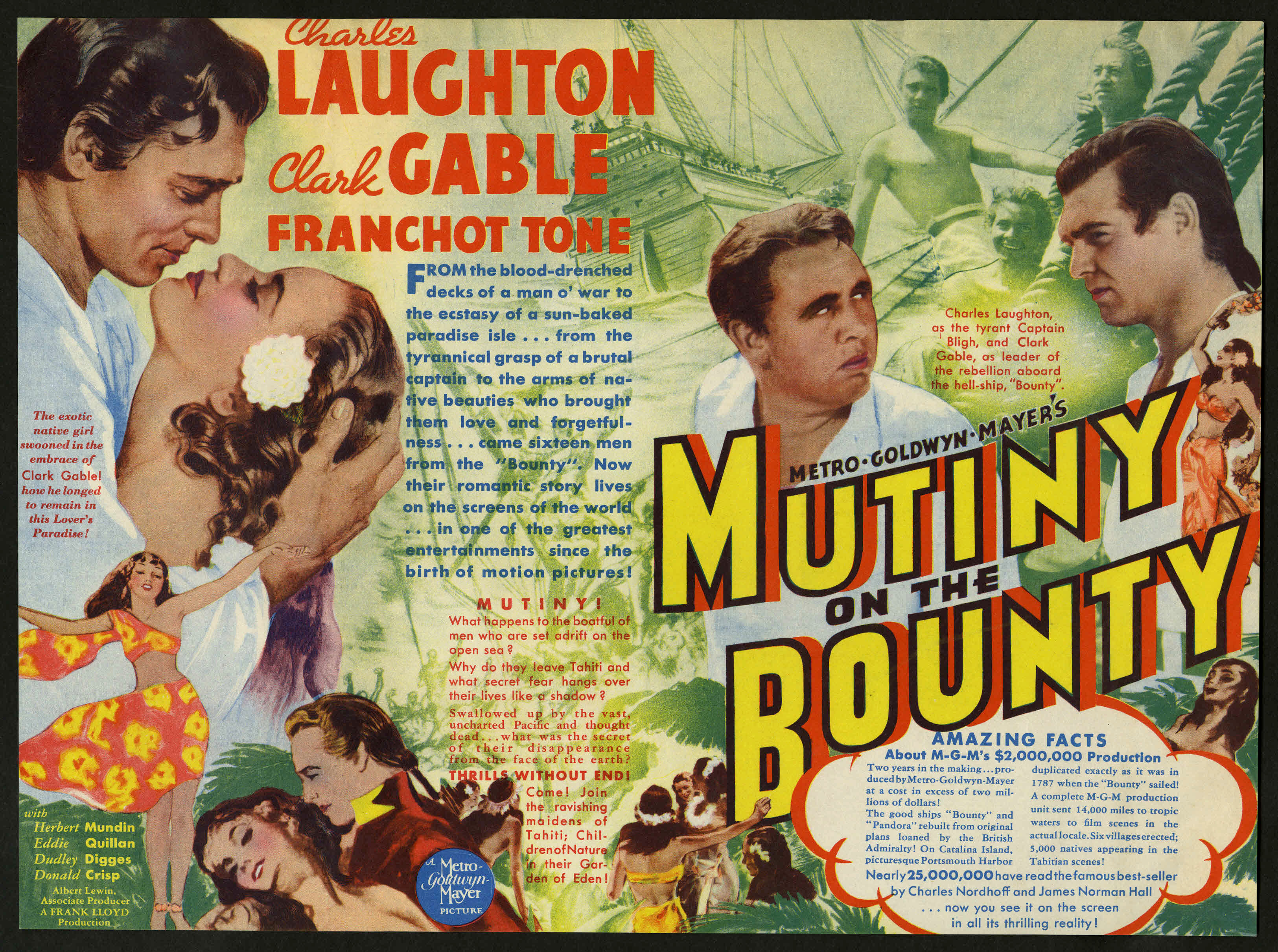
Affiche de 1935 pour le film Les Révoltés du Bounty avec Charles Laughton dans le rôle de Bligh et Clark Gable dans celui de Christian.

Le personnage de Fletcher Christian, assimilé à un héros romantique qui a su triompher de la tyrannie, a inspiré plusieurs œuvres littéraires aussi bien en vers qu'en prose. Parmi les premières, se trouvent deux longs poèmes : celui de Samuel Taylor Coleridge, La Complainte du vieux marin (The Rime of The Ancient Mariner) et The Island, or Christian and His Comrades (1823) de Lord Byron, où sont développés en quatre cantos les thèmes du « bon sauvage » et de l'île paradisiaque.
D'autre part, nombre de romans s'emparent du sujet dès le siècle suivant l'histoire réelle : Jules Verne décrit, en trois chapitres, Les Révoltés de la Bounty en 1879, James Norman Hall et Charles Nordhoff publient, en trois tomes, Les Révoltés de la Bounty en 1932, Robert Merle écrit, sous une forme romancée, avec des noms d'emprunt, L'Île en 1962.
Le cinéma n'est pas en reste à partir du XXe siècle avecThe Mutiny of the Bounty, réalisé en 1916 par l'Australien Raymond Longford et considéré comme perdu, puis, également australien en 1933, In the Wake of the Bounty qui voit les débuts d'Errol Flynn dans le rôle-titre. Ce long-métrage est néanmoins éclipsé par la sortie en 1935 des Révoltés du Bounty, nommé à huit reprises lors de la 8ecérémonie des Oscars et lauréat au titre du meilleur film. Fondé sur le roman du même nom de Charles Nordhoff et de James Norman Hall, et avec Charles Laughton et Clark Gable dans les rôles de Bligh et de Christian, le film présente, selon Dening, « le conflit classique entre la dictature et une juste cause » et popularise dans l'esprit du public le nom de Bligh comme « synonyme de tyrannie sadique ». Les deux principaux films qui suivent, Les Révoltés du Bounty en 1962 avec Trevor Howard et Marlon Brando, puis Le Bounty en 1984 avec Anthony Hopkins et Mel Gibson reprennent en grande partie cette image et celle de Christian comme un héros tragique.
Certains historiens tentent de donner une image plus nuancée de William Bligh. Dans son étude de 1972, Richard Hough le présente comme « un commandant par mauvais temps inégalable […] J'irais en enfer et contre vents et marées avec lui mais je ne passerai pas une journée sur le même navire par temps calme ». De son côté, Alexander présente Bligh comme un capitaine profondément dévoué à sa mission et particulièrement soucieux du bien-être de son équipage. Sa mésaventure survient également à une période où le romantisme domine la scène littéraire. Le principal défenseur de Bligh est Joseph Banks tandis que Christian est admiré par les poètes Coleridge et Wordsworth. Dans sa critique de 2003 du livre d'Alexander, le Baltimore Sun note que « la poésie a chassé la science et elle a dominé le terrain depuis lors ».
En 1998, Dea Birkett, qui présente un documentaire de la BBC sur la mutinerie, suggère que « l'opposition entre Christian et Bligh a fini par représenter la rébellion contre l'autoritarisme, une vie contrainte contre une vie de liberté, la répression sexuelle contre la liberté sexuelle ».